# Architektura renesansu w Polsce

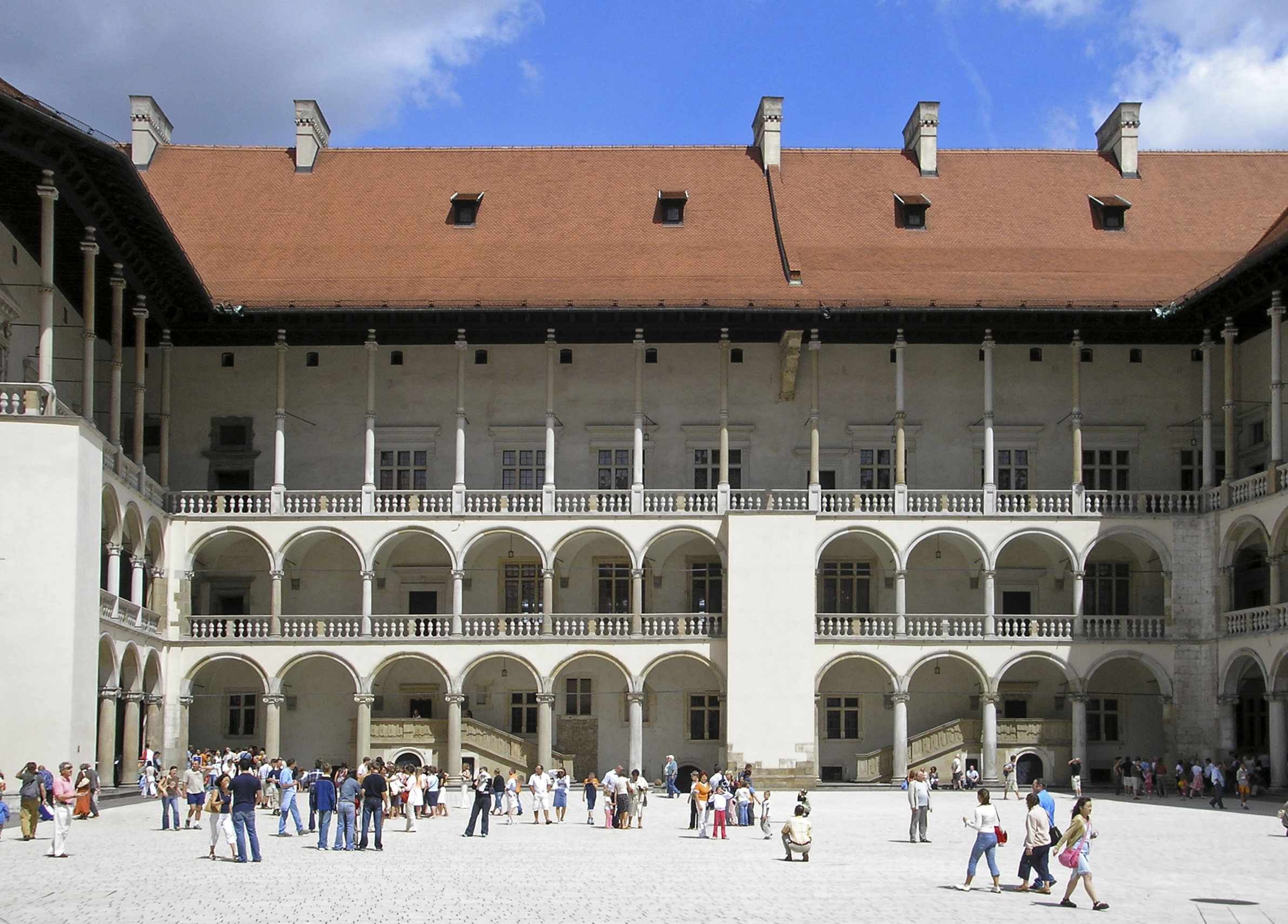
Zamek Królewski na Wawelu – dziedziniec

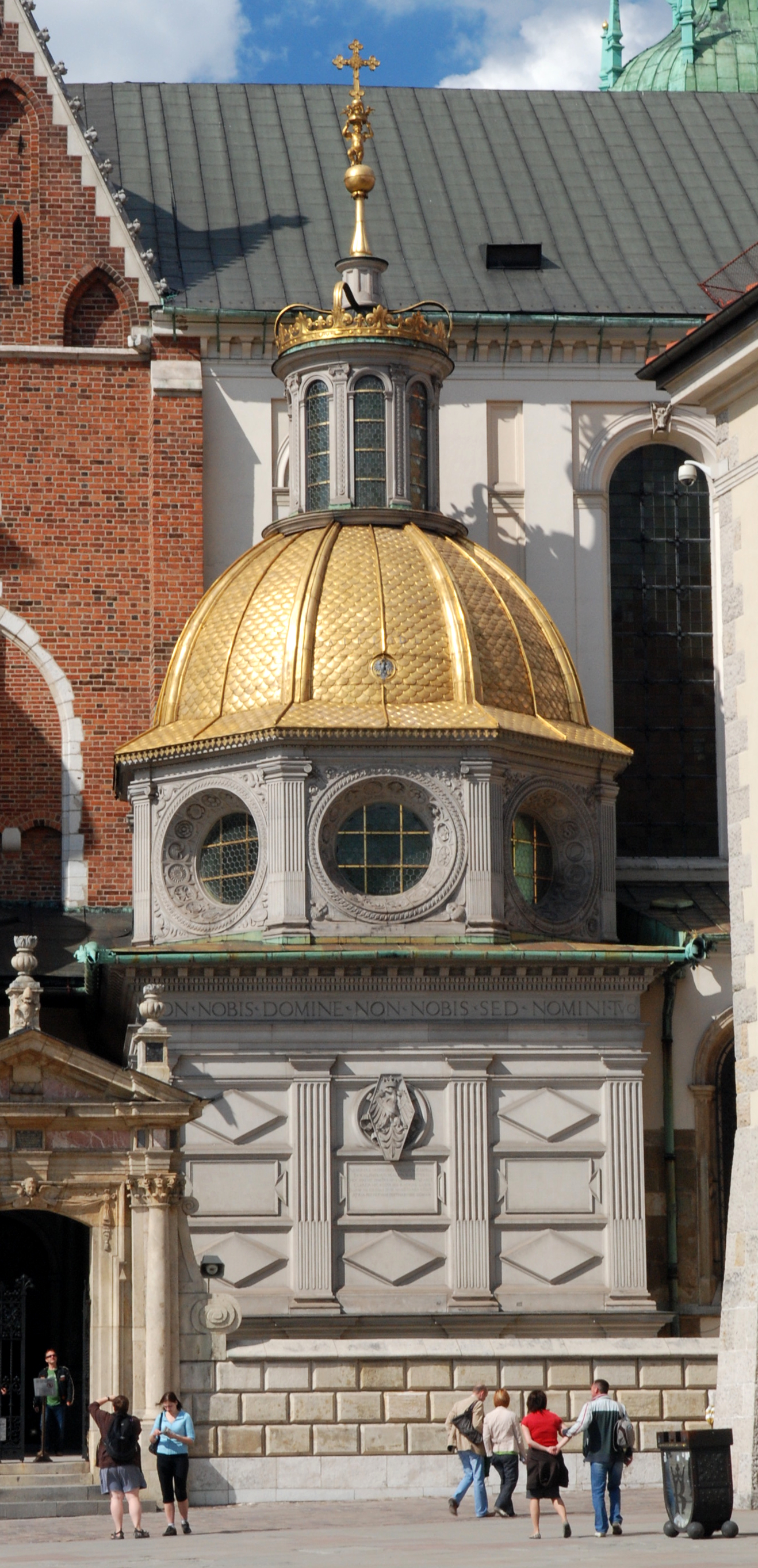
Wawel – Kaplica Zygmuntowska

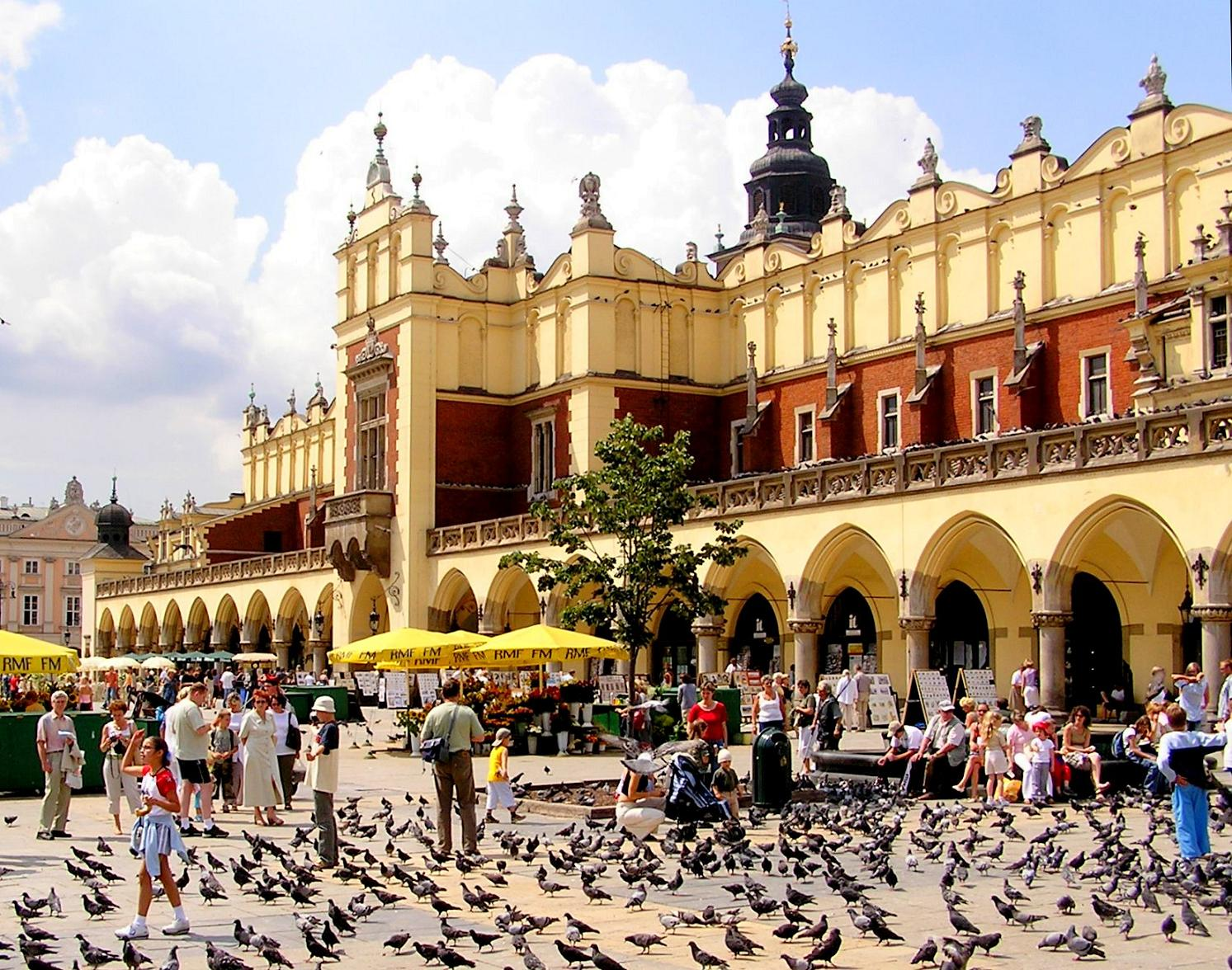
Kraków – Sukiennice

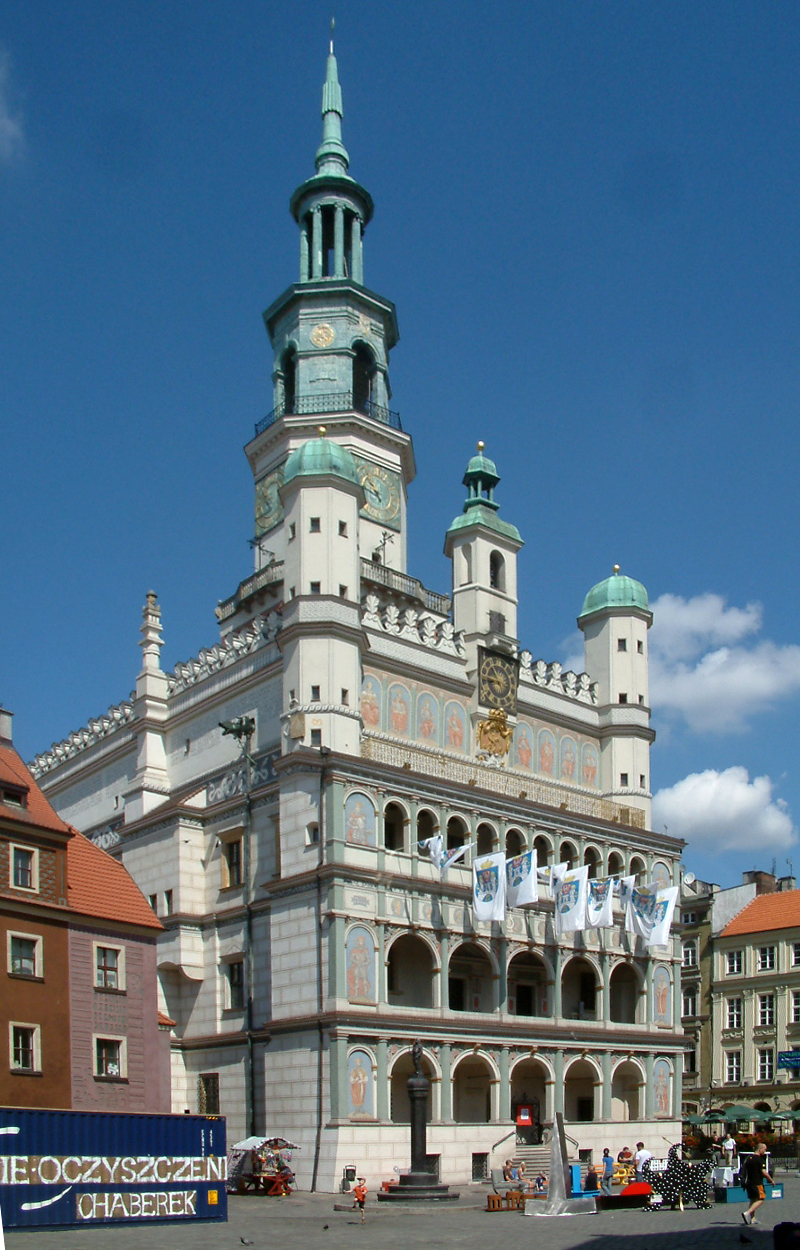
Ratusz w Poznaniu

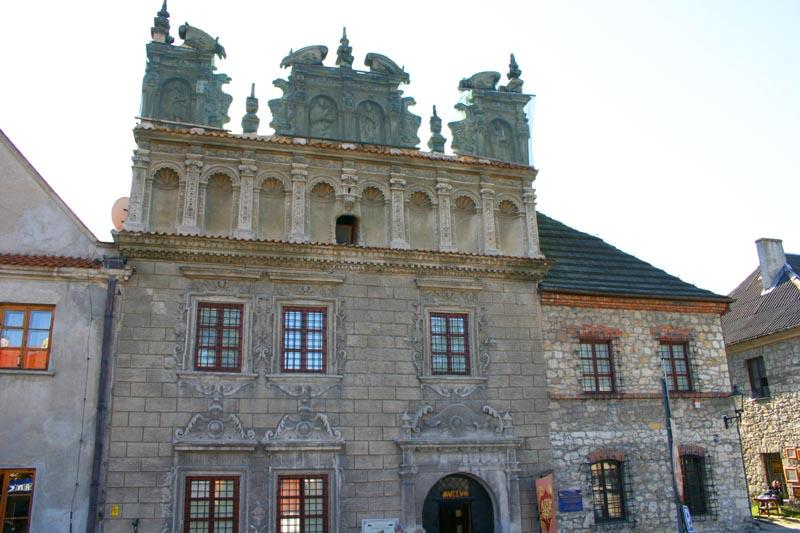
Kamienica Celejowska w Kazimierzu Dolnym

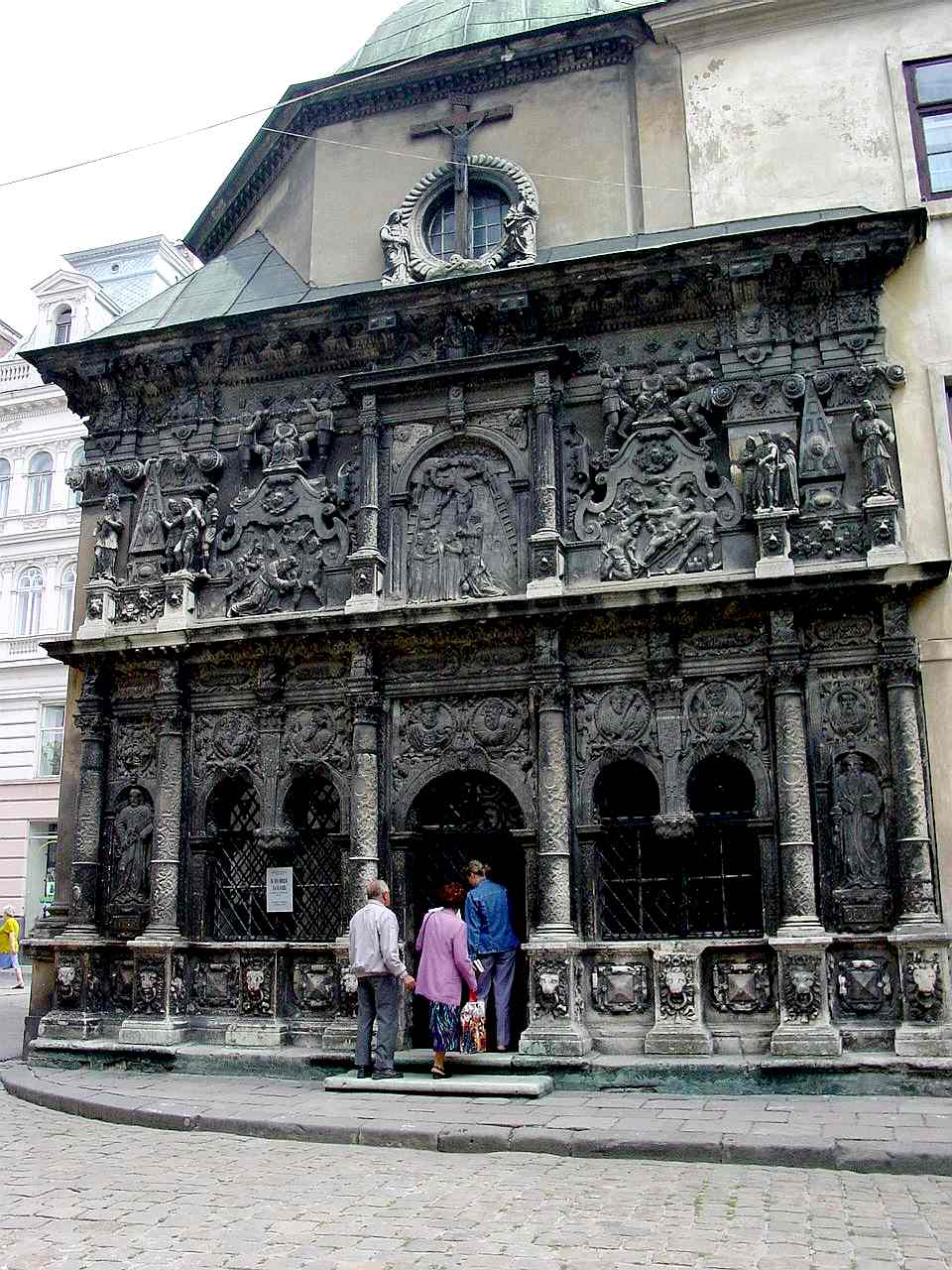
Kaplica Boimów we Lwowie

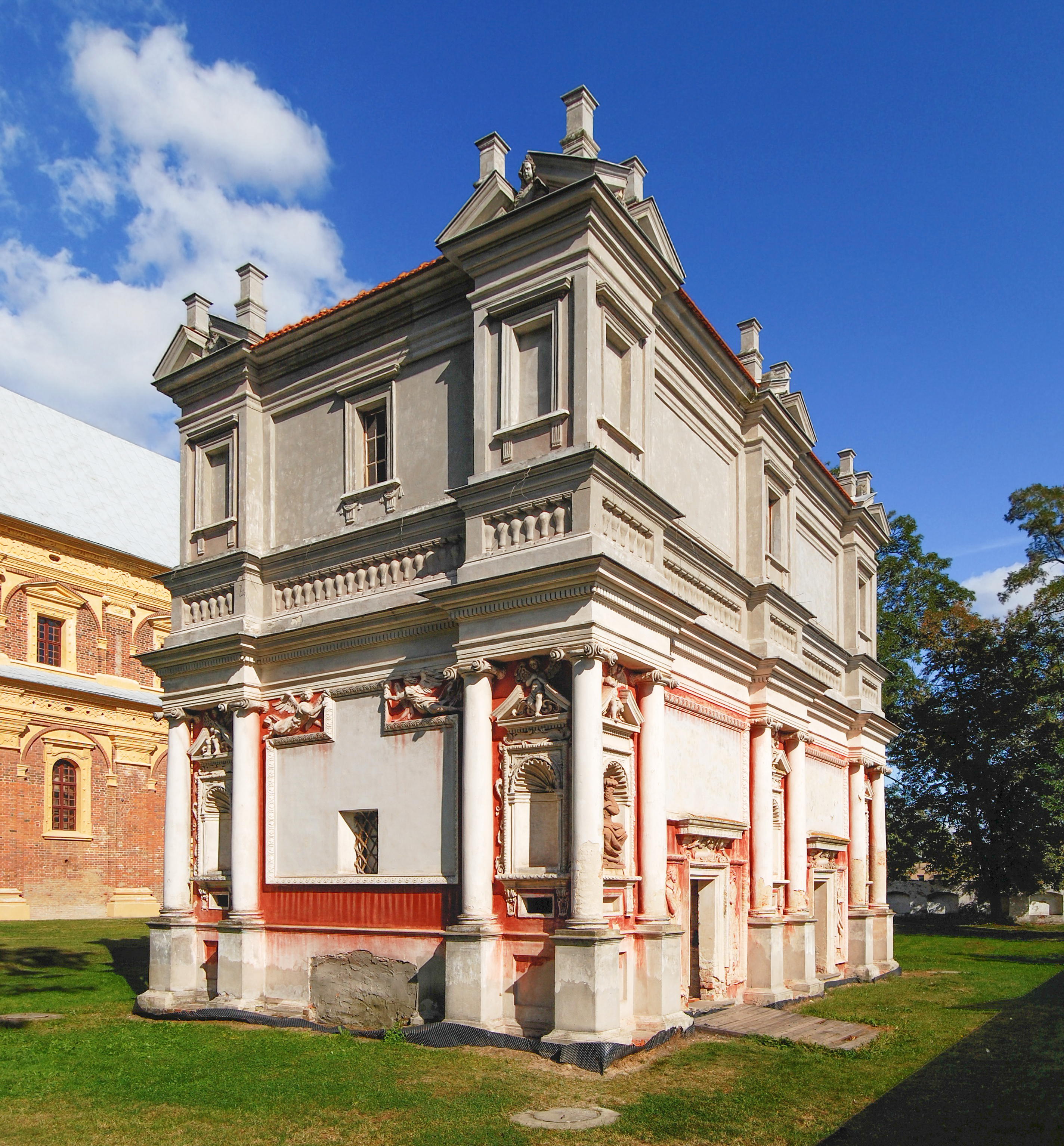
Domek loretański w Gołębiu

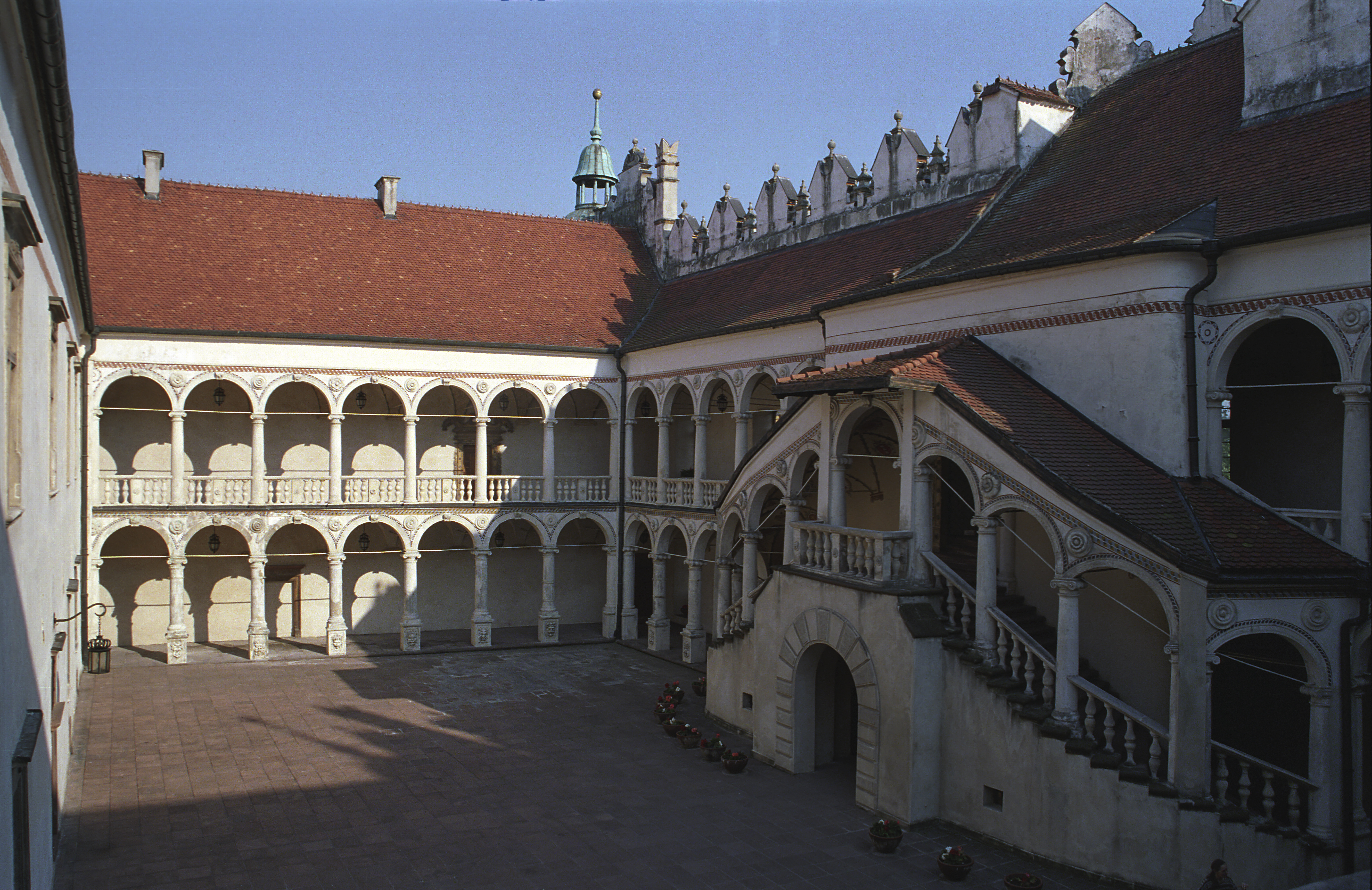
Zamek w Baranowie Sandomierskim

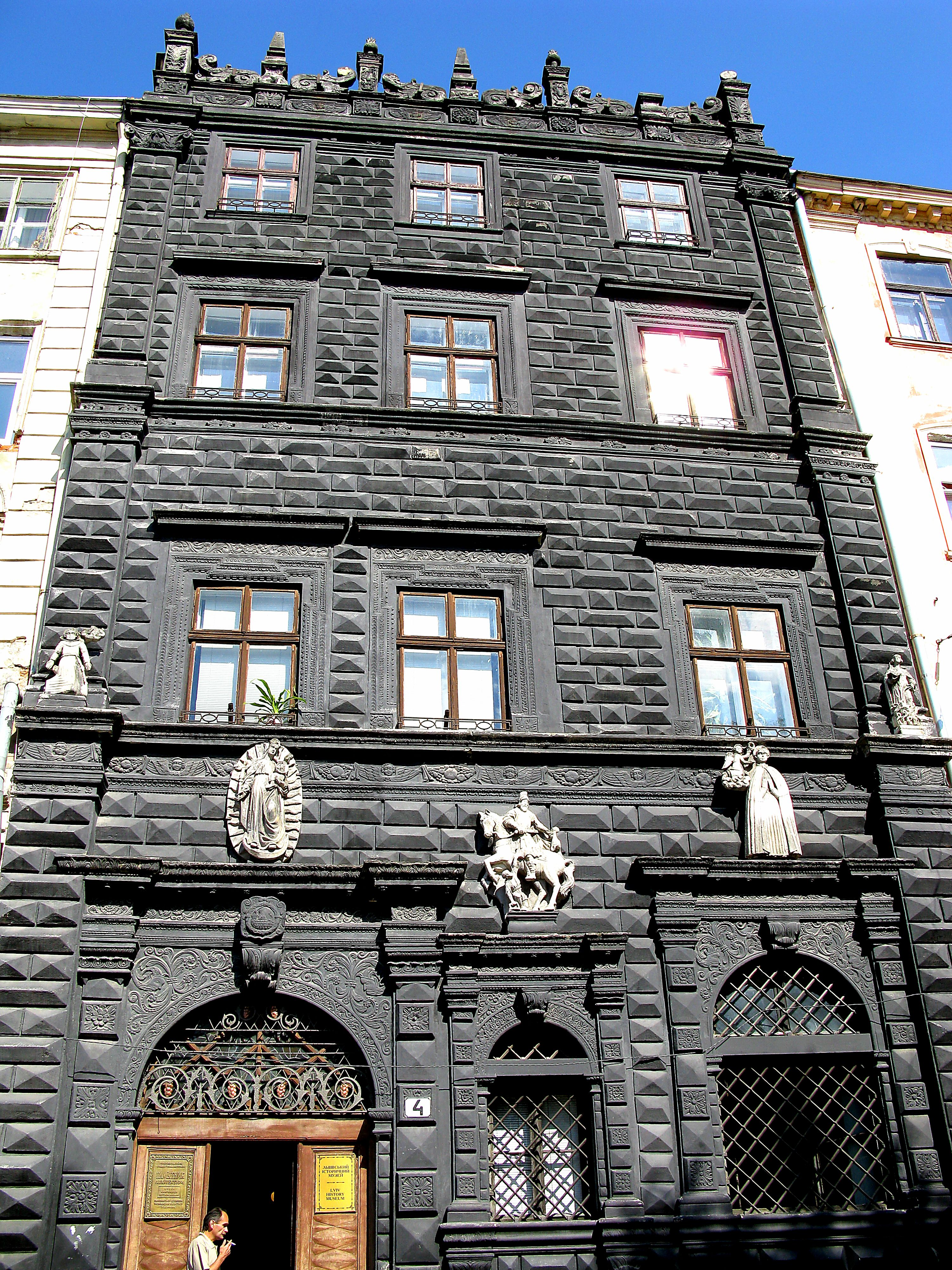
Czarna Kamienica we Lwowie

Architektura renesansu w Polsce – dzieła architektoniczne powstałe w Polsce pomiędzy początkiem XVI wieku a połową XVII wieku zgodne z założeniami sztuki renesansowej.

## Historia
Na dwór Jagiellonów pierwsze idee renesansu przeniknęły pod koniec XV wieku. Już w 1470 r. osiedlił się w Krakowie włoski humanista Kallimach (Filippo Buonacorsi), który przebywał na królewskim dworze jako nauczyciel syna Kazimierza Jagiellończyka, Jana Olbrachta. Propagatorami humanizmu byli także polscy dyplomaci, którzy zetknęli się z nowymi prądami na europejskich dworach oraz młodzież studiująca na uniwersytetach w Italii. Zygmunt I w latach 1498–1501 przebywał na węgierskim dworze swojego brata Władysława Jagiellończyka, gdzie poznał nowe idee. Po objęciu tronu w Polsce (1506) Zygmunt I sprowadził z Włoch artystów i rzemieślników. Wpływy włoskie stały się jeszcze bardziej widoczne po ślubie Zygmunta z przybyłą z Włoch Boną (1518). Początkowo tradycje średniowiecza i nowe idee współistniały ze sobą, przenikając się nawzajem. Mecenat – przede wszystkim dworu oraz naśladujących króla magnatów, dostojników kościelnych i bogatych mieszczan, a także rozkwit państwa – to czynniki, które sprzyjały rozwojowi nowych prądów nauki i sztuki.
W architekturze polskiej proces rozwoju renesansu zwykło się dzielić na trzy okresy:
- okres I – 1500-1550, nazywany także włoskim; powstające obiekty są zazwyczaj dziełem włoskich artystów pochodzących przede wszystkim z Florencji;
- okres II – 1550-1600, czas upowszechnienia stylu, początki manieryzmu i uleganie wpływom niderlandzkim;
- okres III – 1600–1650, manieryzm, pojawienie się elementów wczesnego baroku.

### Okres I
W 1499 r. spłonęła część zamku na Wawelu. Aleksander Jagiellończyk w 1504 powierzył odbudowę zamku Eberhardowi Rosembergerowi. Najwcześniej (w latach 1502–1507) zostało odbudowane skrzydło zachodnie. Po koronacji Zygmunta Starego pracami kierował Franciszek Florentczyk, włoski rzeźbiarz i architekt, który już w latach 1502–1505 zaprojektował przyścienną, arkadową niszę nagrobną Jana I Olbrachta w katedrze wawelskiej, w której zastosował łuk triumfalny zamiast popularnego w gotyku baldachimu. Po śmierci Florentczyka (1516) budową zamku kierowali: Bartolomeo Berrecci i Benedykt z Sandomierza. Około 1516 r. ukończono budowę skrzydła północnego, a w 1536 r. wewnętrznego dziedzińca. W trzech skrzydłach zamku rozmieszczono sale i komnaty poprzedzone od strony dziedzińca trójpoziomowym krużgankiem, czwarte skrzydło, zamykające dziedziniec od południa, nie posiada części mieszkalnej. Jest to ściana kurtynowa z traktem komunikacyjnym. W dwóch dolnych poziomach zamku mieszczą się pomieszczenia gospodarcze (parter) i komnaty mieszkalne zaprojektowane w układzie amfiladowym. Poprzedzające je krużganki wzorowane są na budowlach wczesnoflorenckich z arkadami opartymi na głowicach kolumn. Na trzecim poziomie mieszczą się pomieszczenia reprezentacyjne. Znaczną wysokość pomieszczeń odzwierciedla poziom krużganków o bardzo smukłych kolumnach. W połowie ich wysokości architekt umieścił przewiązki poprawiające ich proporcje, a konstrukcję dachu podparł dzbanuszkami, które z jednej strony pełnią funkcję dekoracyjną i pozwalają na lepsze oświetlenie kapiteli kolumn ocienianych okapem, a z drugiej poprawiają statykę przekazując obciążenie dachu na centralną powierzchnię głowicy. Dekoracyjność dziedzińca podkreślały barwna polichromia i fryz obiegający ściany krużganków. Pomieszczenia mieszkalne i reprezentacyjne przykryto drewnianymi stropami o profilowanych belkach lub kasetonach. Poniżej malowane pasy z dekoracją figuralną. Obramowania drzwi i okien łączą motywy zdobnictwa późnogotyckiego i renesansowego oraz wzory florenckie.
Zamek Królewski na Wawelu nie jest odosobnionym przykładem przebudowy gotyckiej siedziby w okresie renesansu. W pierwszych latach renesansu przebudowano lub rozpoczęto budowę zamków w:
- Szydłowcu, przebudowany w latach 1509–1532 – pierwsza w Polsce loggia widokowa,
- Drzewicy, zbudowany w latach 1527–1535,
- Ogrodzieńcu, przebudowany w latach 1532–1547,
- Pieskowej Skale, przebudowany w latach 1542–1580.

W latach 1531–1535 z inicjatywy biskupa płockiego Andrzeja Krzyckiego wzniesiona została przez włoskich budowniczych pracujących wcześniej na Wawelu, Bernardina Gianottiego i Jana Ciniego ze Sieny renesansowa katedra w Płocku, trójnawowa bazylika kopułowa z transeptem, nawiązująca do rzymskich kościołów renesansowych San Agostino i Santa Maria del Popolo. Znaczna liczba istniejących gotyckich świątyń i rosnąca popularność protestantyzmu sprawiają, że budownictwo sakralne w pierwszym okresie renesansu ogranicza się w znacznej mierze do kaplic dobudowywanych do istniejących już kościołów gotyckich. Najwcześniej została zbudowana Kaplica Zygmuntowska dobudowana w latach 1519–1533 do katedry wawelskiej. Zaprojektowana została przez Berrecciego na planie kwadratu. Wnętrze przykrywa kopuła wsparta na ośmiobocznych z zewnątrz i kolistym od wewnątrz bębnie. Przejście pomiędzy wewnętrznymi ścianami a konstrukcją bębna umożliwiają żagle. Wnętrze doświetlają okna umieszczone w bębnie oraz wysokiej latarni. Hełm przykrywa miedziana, pozłacana łuska. Podniebienie kopuły zdobią kasetony wypełnione roślinnymi rozetami. Podział ścian skomponowany w oparciu o schemat łuku triumfalnego podkreślają rzeźbione pilastry i gzymsy. W niszach głównych umieszczono ołtarz i sarkofagi ostatnich Jagiellonów. Mniejsze wnęki boczne przeznaczono na posągi świętych.

### Okres II
Nowy styl upowszechnił się w całej Polsce. Biorąc przykład z króla, szlachta, duchowieństwo, a nawet bogate mieszczaństwo obejmowały mecenatem artystów. Na terenie kraju, przede wszystkim na Pomorzu, zwłaszcza w Gdańsku pojawiła się liczna grupa twórców niderlandzkich. Wśród mistrzów coraz częściej można było spotkać polskie nazwiska. Nowe prądy trafiały do warsztatów cechowych. W latach 1527–1604 pojawiały się wydane drukiem wzorniki np. Florysa, Hansa Vredemana de Vries, które stały się źródłem poznania nowych prądów dla twórców, którzy nie zetknęli się bezpośrednio z nowym stylem. Czerpane z nich wzory dominowały przede wszystkim w architekturze mieszczańskiej. Renesans dostosował się coraz bardziej do warunków lokalnych. Widoczne było zróżnicowanie w zależności od regionu i warsztatu, z którego wywodzą się twórcy.
Architektura tego okresu nabierała coraz wyraźniejszych cech manieryzmu (odejście od wyraźnego przyporządkowania elementów architektonicznych do funkcji konstrukcyjnej, zerwanie z ideą uporządkowania, ładu i harmonii poprzez znaczną dowolność w kompozycji układów widoczną przede wszystkim w ornamentyce o skomplikowanych, bogatych i efektownych zestawieniach). W Polsce wyróżnia się jego trzy odmiany:
- włoski, obejmujący swoim zasięgiem przede wszystkim południe Polski, jego najbardziej znanym twórcą był Santi Gucci,
- niderlandzki, obejmujący obszar Pomorza,
- kalisko-lubelski, którego najbardziej znane przykłady zabytków zachowały się w Kazimierzu Dolnym.

Już w okresie gotyku pojawiły się wyprowadzane ponad dach osłony. Ozdobne formy nadano attykom w północnych Włoszech. W architekturze polskiej detal ten został znacznie rozbudowany i stał się charakterystycznym elementem polskiego renesansu. W miastach przebudowywane były ratusze, we wczesnym okresie renesansu krystalizował się układ kamienicy mieszczańskiej. W XVI wieku, zwłaszcza nad Wisłą, powstał szereg spichlerzy związanych z rosnącym eksportem zboża.
Na terenie kraju powstają nowe rezydencje. Wokół wewnętrznego, arkadowego dziedzińca rozplanowana zostaje zwarta, czworoboczna bryła z basztami na narożach. Przykładowe realizacje z tego okresu to:
- zamek w Brzegu, przebudowany z gotyckiej warowni w latach 1544–1560
- Zamek Królewski w Niepołomicach gotycki zamek myśliwski Kazimierza Wielkiego, rozbudowany przez Zygmunta I i odbudowany po pożarze (w latach 1550–1571) przez Zygmunta Augusta
- Zamek w Brzeżanach z 1554 r.
- zamek w Płakowicach w pobliżu Lwówka Śląskiego z lat 1550–1573
- zamek w Baranowie Sandomierskim, zbudowany w latach 1591–1606 według projektu Santi Gucciego
- Zamek w Krasiczynie z lat 1594–1614

W 1555 r. pożar zniszczył gotyckie Sukiennice. Nowy obiekt zaprojektował Giovanni Maria Padovano jako długą (ok. 120,0 m), trójnawową bazylikę z kramami w bocznych, niższych nawach. Budowla otrzymała sklepienie kolebkowe z lunetami. Przy krótszych elewacjach zlokalizowano loggie, a nawę wyższą zwieńczono attyką. Jej arkadowy podział zwieńczony grzebieniem z szeregu wolut stał się wzorem dla wielu późniejszych rozwiązań. Przy realizacji obiektu z Padovano współpracowali: Stanisław Flak, Włoch Pankracy i Santi Gucci, który najprawdopodobniej zaprojektował maszkarony.
Miejskie ratusze podczas przebudowy otrzymują nowe portale, szersze okna i drzwi, a zewnętrzne ściany wieńczy się attykami. Tak przebudowano ratusze w: Tarnowie, Sandomierzu, Chełmie (rozebrany), Poznaniu. Budowane są także nowe obiekty, np. w Szydłowcu, Zamościu.
Domy mieszczańskie budowane najczęściej jako dwukondygnacyjne (w większych miastach wyższe) na poziomie parteru miały najczęściej przejazdową sień, do której przylegały pomieszczenia pracowni rzemieślniczej, kantorka, sklepu itp. Na piętrze mieściły się pokoje mieszkalne, a na podwórzu stajnie, magazyny, mieszkania czeladników, kuchnie itp. Elewacje wieńczą rozbudowane attyki. Kamienice zlokalizowane wokół rynku poprzedzone są najczęściej podcieniami. Na Śląsku, Pomorzu i w Wielkopolsce często spotykane są kamienice o elewacjach szczytowych lub półszczytowych.
W dobie renesansu powstają plany miast idealnych. Zrealizowane zostały dwa rozwiązania: Zamość według projektu Bernarda Morando dla hetmana Zamoyskiego oraz Żółkiew (Ukraina) dla Żółkiewskiego. Zamość zbudowany został od podstaw w latach 1579–1600 na planie siedmioboku. W centrum zlokalizowano Rynek Wielki z ratuszem, a dwa rynki pomocnicze (Rynek Solny i Wodny) w osi północ-południe. Na zachód od centrum, także w osi symetrii, zaplanowane zostały pałac Zamoyskich i kolegiata (obecnie katedra). Przy ulicach zaplanowanych na siatce prostokątów wybudowano kamienice z podcieniami i attykami (rozebranymi w XIX wieku, częściowo przywróconymi). Całość otoczono siedmiobastionowymi fortyfikacjami. W murach obronnych umieszczono trzy bramy: Janowicką (Starą Lubelską), Szczebrzeską i Lwowską.
Nieco odmiennie niż na terenie pozostałej części kraju rozwija się renesans w Gdańsku. Mistrzowie niderlandzcy na grunt Pomorza przenieśli odmianę renesansu, która ukształtowała się na terenie ich kraju pod wpływem renesansu Francji i Niemiec. Rozkwit tego stylu przypada na drugą połowę XVI wieku. Do najciekawszych realizacji tego manierystycznego stylu należą:
- Brama Zielona, zbudowana w latach 1564–1568 przez Hansa Kramera,
- Brama Wyżynna z wystrojem z płyt piaskowca ozdobionych ornamentem roślinnym, budowę bramy ukończył Willem van den Blocke w 1588 r.,
- Arsenał, dzieło Antoniego van Obberghena zbudowane w latach 1602–1606,
- Ratusz Staromiejski, zbudowany w latach 1587–1595, najprawdopodobniej według projektu Antoniego van Obberghena.

Niewiele buduje się nowych kościołów. Nieco częściej przebudowywane są istniejące, średniowieczne świątynie. Przy nich powstają renesansowe kaplice czasem w miejscu rozbieranych romańskich lub gotyckich albo jako nowe wnętrza przy starszych budowlach. W 1596 r. do kościoła w Niepołomicach zostaje dobudowana kaplica Lubomirskich, zaprojektowana przez Santi Gucciego. W Krakowie kaplica św. Jacka przy kościele św. Trójcy oraz biskupa Zebrzydowskiego i biskupa Padniewskiego na Wawelu. W Kazimierzu Dolnym Jakub Balin odbudował spalony kościół farny św. Jana Chrzciciela i wzbogacił go o kaplice NPMarii, Królewską i Borkowskich (w 1612 r.). Na Mazowszu działa warsztat budowlany Jana Baptysty Wenecjanina, który około połowy XVI wieku wzniósł kilka świątyń o wnętrzach przekrytych kasetonowymi kolebkami. Najważniejsze z nich to przebudowana kolegiata w Pułtusku, prezbiterium katedry w Płocku, kościoły parafialne w Broku i Głogowcu.
Inne przykłady nowych budowli powstałych w tym okresie renesansu to:
- katedra św. Tomasza w Zamościu – trójnawowa bazylika o kolebkowych sklepieniach z lunetami,
- kaplica Trzech Świętych (Jana Chryzostoma, Bazylego, Grzegorza) w zespole Cerkwi Uspieńskiej (Uśpienia NPMarii) we Lwowie na Ukrainie nazywanym też Cerkwią Wołoską, zbudowana ok. 1577 trójnawowa z trzema kopułami i sklepieniami krzyżowymi nad pozostałymi przęsłami łączy w sobie elementy renesansu i tradycyjnej architektury sakralnej obrządku wschodniego.

### Okres III
Pożar na Wawelu w 1595 i przeniesienie stolicy do Warszawy (1596) zahamowały rozwój budownictwa w Krakowie. Zastój przeżywa także Gdańsk. Oprócz Polski centralnej rolę wiodącą przyjmuje Lwów. Na sztukę wpływa złożona sytuacja społeczna: znaczny wzrost potęgi magnatów przy jednoczesnym upadku stanu mieszczańskiego, wzrost nietolerancji religijnej i dominująca rola jezuitów. W architekturze dominują manieryzm, wzory niderlandzkie i pojawiają się elementy wczesnego baroku wprowadzane przez zakon jezuitów. Bogactwo motywów dekoracyjnych nakłada się na częste braki w harmonii kompozycji oraz proporcji bryły. Typ ten miał także wpływ na kamienice mieszczańskie z attykami.
Do najbardziej znanych przykładów obiektów architektury tego okresu należą:
- manierystyczne elewacje kamienic z początków XVII wieku w Kazimierzu Dolnym:
  - kamienica Celejowska ukończona przed 1630 r. Zdobi ją rustykalna dekoracja dwóch kondygnacji mieszkalnych, na tle której wyraźnie widoczne są rzeźbione obramowania okien i bramy. Powyżej wysoka, dwukondygnacyjna attyka ozdobiona w dolnej partii półkolistymi niszami oddzielonymi od siebie pilastrami, a w górnej grzebieniem, w którym umieszczono wnęki z rzeźbami przedstawiającymi postacie Chrystusa, Matki Boskiej, Jana Chrzciciela i św. Bartłomieja
  - pod św. Mikołajem i pod św. Krzysztofem (kamienice braci Przybyłów: Mikołaja i Krzysztofa). Dwukondygnacyjne kamienice mieszczą się przy rynku. Gotyckie budynki zostały przebudowane ok. 1615 r. i ozdobione dużymi płaskorzeźbami przedstawiającymi świętych, patronów braci, umieszczonymi na tle boniowanych elewacji wśród innych, bogatych motywów rzeźbiarskich. Powyżej wysokie attyki podzielone gzymsami na dwa poziomy. W niższej części podział i zdobienia attyk są do siebie zbliżone – pola oddzielone pilastrami zdobią płaskorzeźby. Górne części attyk różnią się wyraźnie: kamienica pod św. Krzysztofem zwieńczona jest delikatnym grzebieniem złożonym ze sterczyn o zróżnicowanej wysokości, kamienica pod św. Mikołajem masywniejszą dekoracją złożoną z pól zwieńczonych trójkątnymi tympanonami oddzielonymi od siebie płaszczyznami z fantazyjnym ornamentem.
- Kościół farny św. Jana Chrzciciela i św. Bartłomieja w Kazimierzu Dolnym (1610-1613, proj. Jakub Balin).
- Kościół Matki Boskiej Łaskawej ojców Jezuitów w Warszawie z bogatą elewacją, ciekawymi piwnicami, bardzo wysoką wieżą, oraz interesującą kopułą nad absydą.
- Kaplica Myszkowskich w Krakowie z 1614 r., wzorowana na kaplicy Zygmuntowskiej, z zewnątrz ozdobiona boniowaniem, a wewnątrz kontrastowym zestawieniem kolorystycznym użytych materiałów.
- Kościół Wniebowzięcia NMP w Uchaniach z lat 1603–1635.
- zabytki we Lwowie:
  - kaplice przy katedrze Wniebowzięcia NMP:
    - wolno stojąca kaplica Boimów (Ogrójcowa), zbudowana w latach 1609–1617 na dawniejszym cmentarzu. Kaplica łączy elementy manieryzmu włoskiego i niderlandzkiego z motywami orientalnymi. Przykryta została kasetonową kopułą i ozdobiona bardzo bogatą dekoracją rzeźbiarską.
    - w wieńcu kaplic, po stronie północnej kaplica Kampianów, zbudowana ok. 1619 według projektu Pawła Rzymianina dla rodziny Kampianów,

  - kamienice przy Rynku:
    - kamienica Królewska (nazywana także kamienicą Korniakta), przebudowana przez Piotra Barbona i Pawła Rzymianina pod koniec XVI w. z dwóch gotyckich kamienic na zamówienie Konstantego Korniakta. Elewacje i arkadowy dziedziniec utrzymane zostały w stylu renesansowym (parter pozostawiono jako gotycki, a I piętro przebudowano w stylu empire).
    - Czarna Kamienica (nazywana także kamienicą Anczowskiego lub kamienicą Kijowską), o elewacji z płyt z ciemnego piaskowca o mocno sfazowanych krawędziach w tzw. diamenty, zwieńczona attyką.
- Kościół św. Andrzeja i klasztor Bernardynów we Lwowie z 1600-1630 r.
- Cerkiew Wołoska we Lwowie – przed 1629 r.
- Kamienica Orsettich w Jarosławiu.
- Arsenał w Gdańsku (1602-1605).
- Brama Złota w Gdańsku (1612-1614).
- Zamek w Krasiczynie (1592-1618).
- Zamek w Starym Siole z 1 poł. XVII w.
- Kamienice ormiańskie w Zamościu z 1. poł. XVIII.

## Galeria

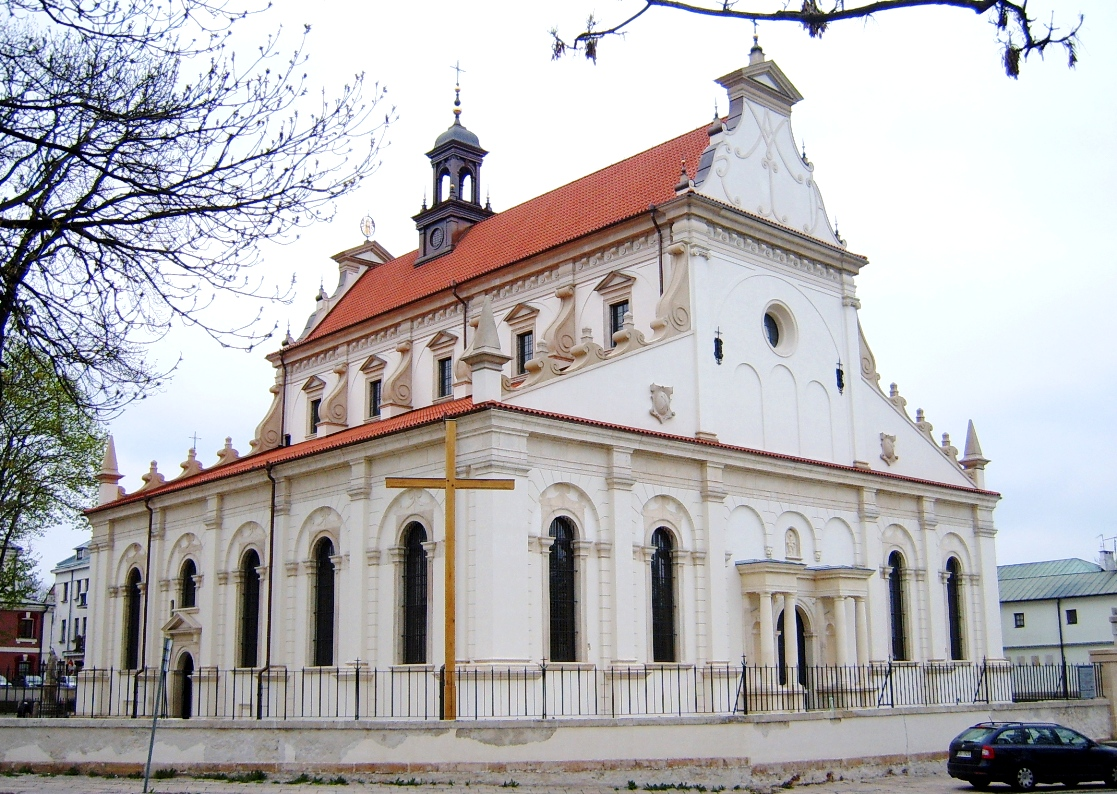
Katedra w Zamościu
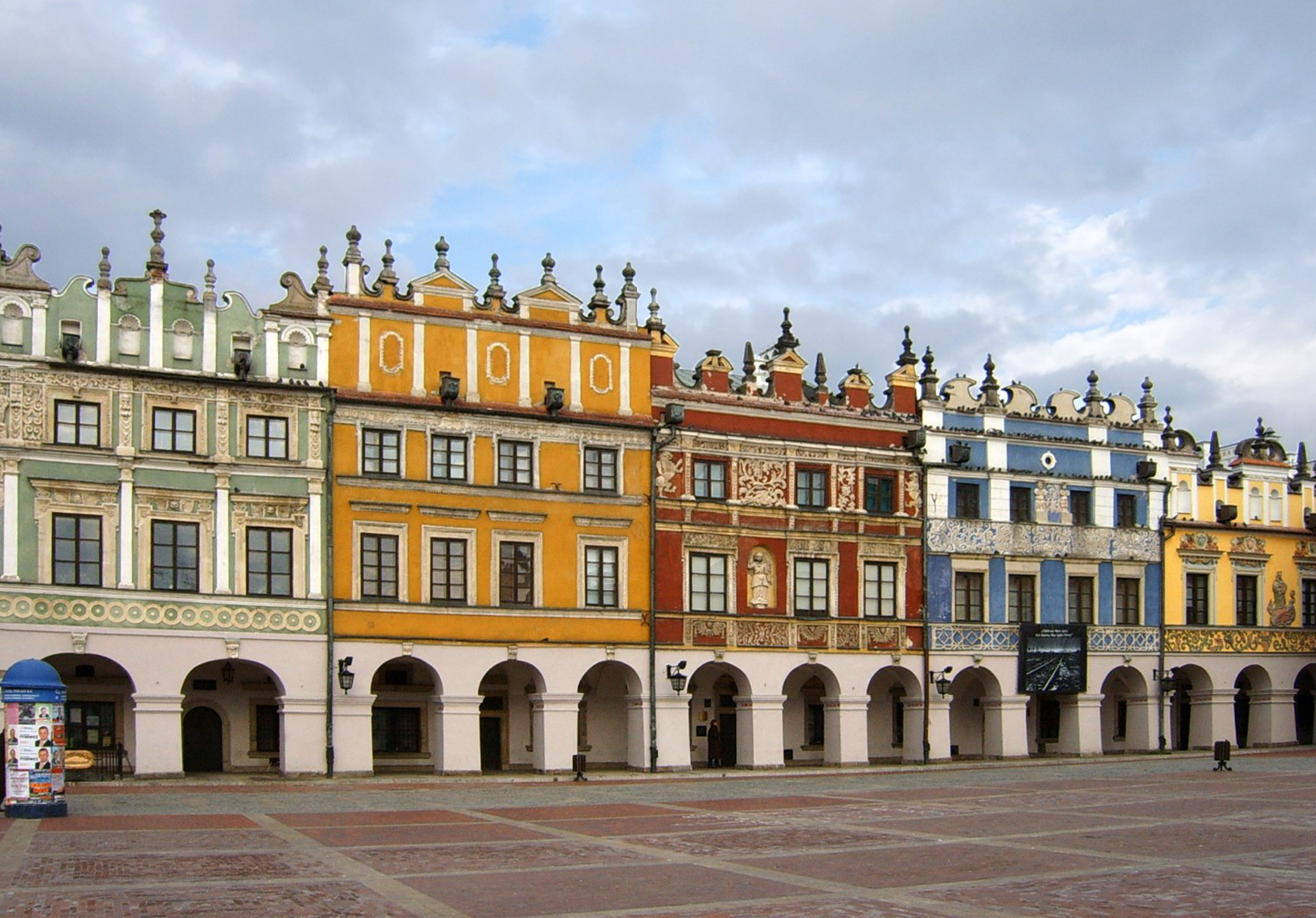
Kamienice Ormiańskie w Zamościu
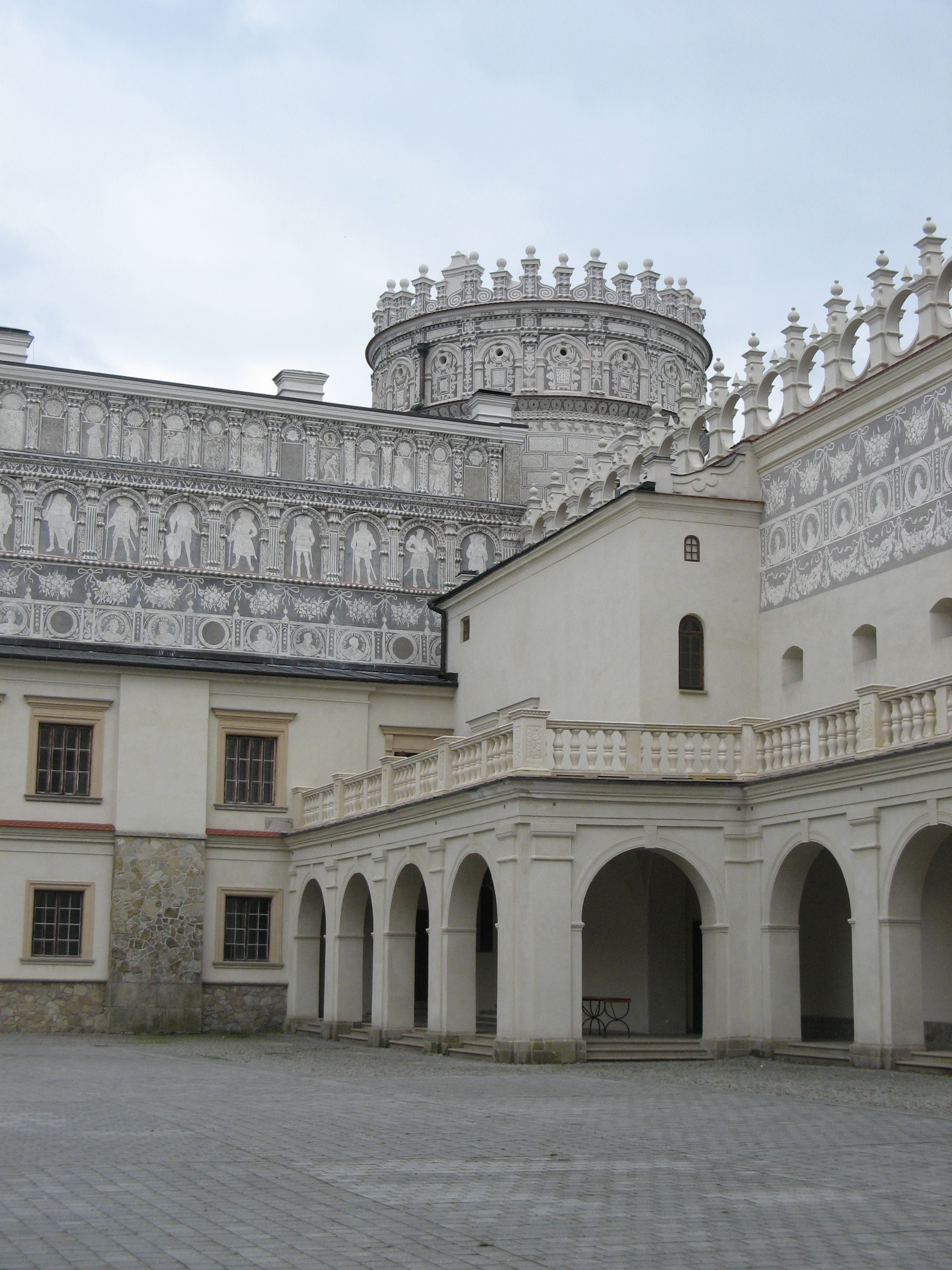
Zamek w Krasiczynie
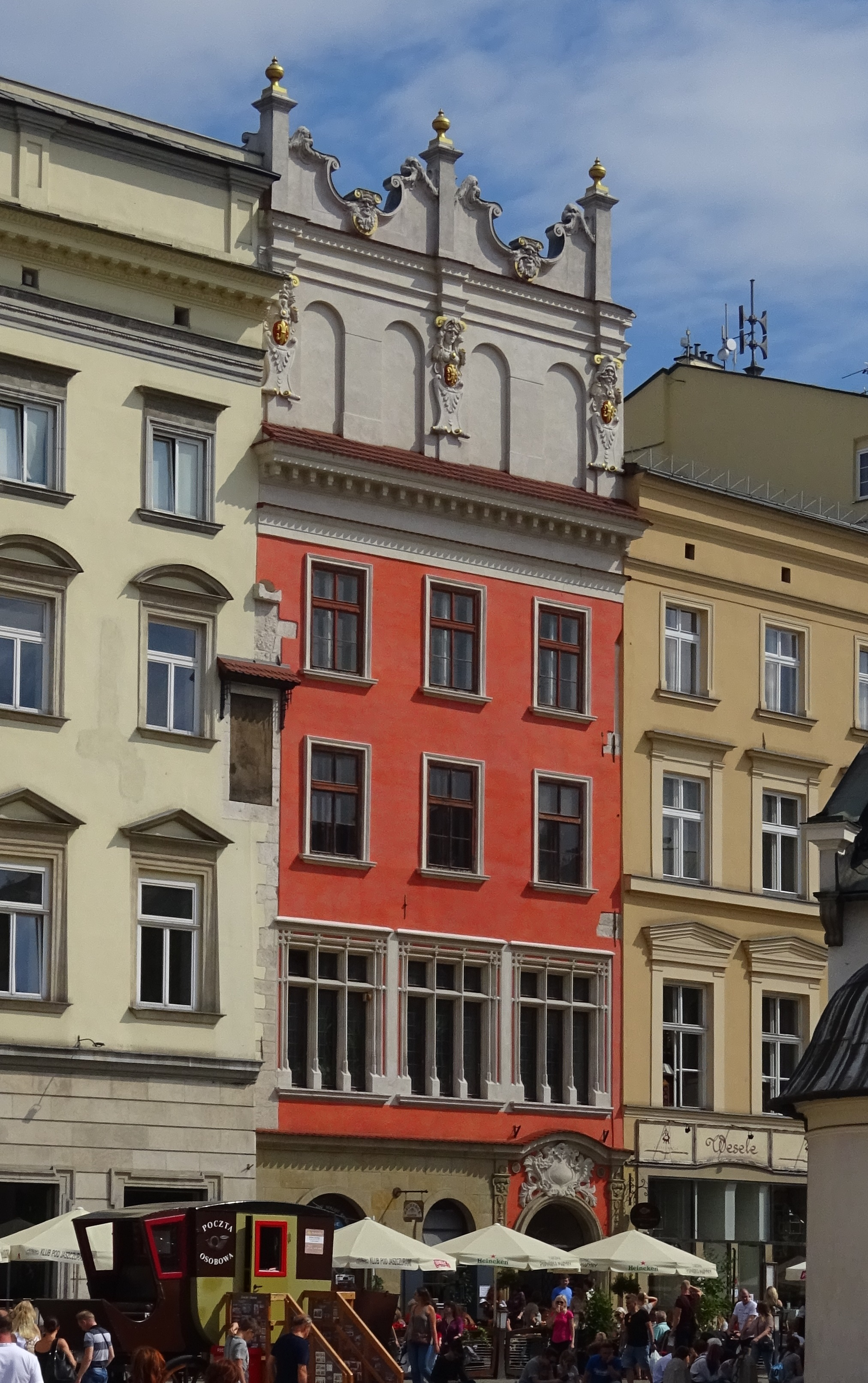
Kamienica Bonerowska w Krakowie
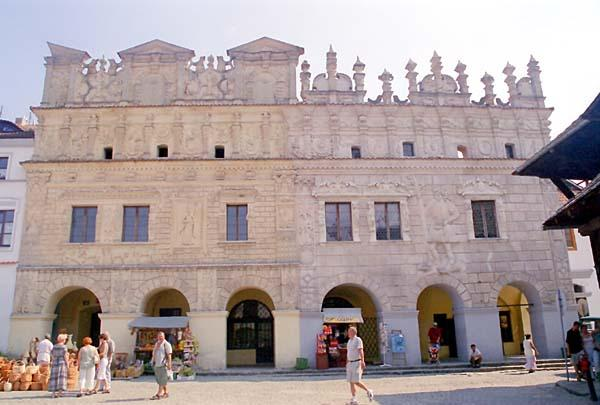
Kamienice braci Przybyłów: pod św. Mikołajem i pod św. Krzysztofem
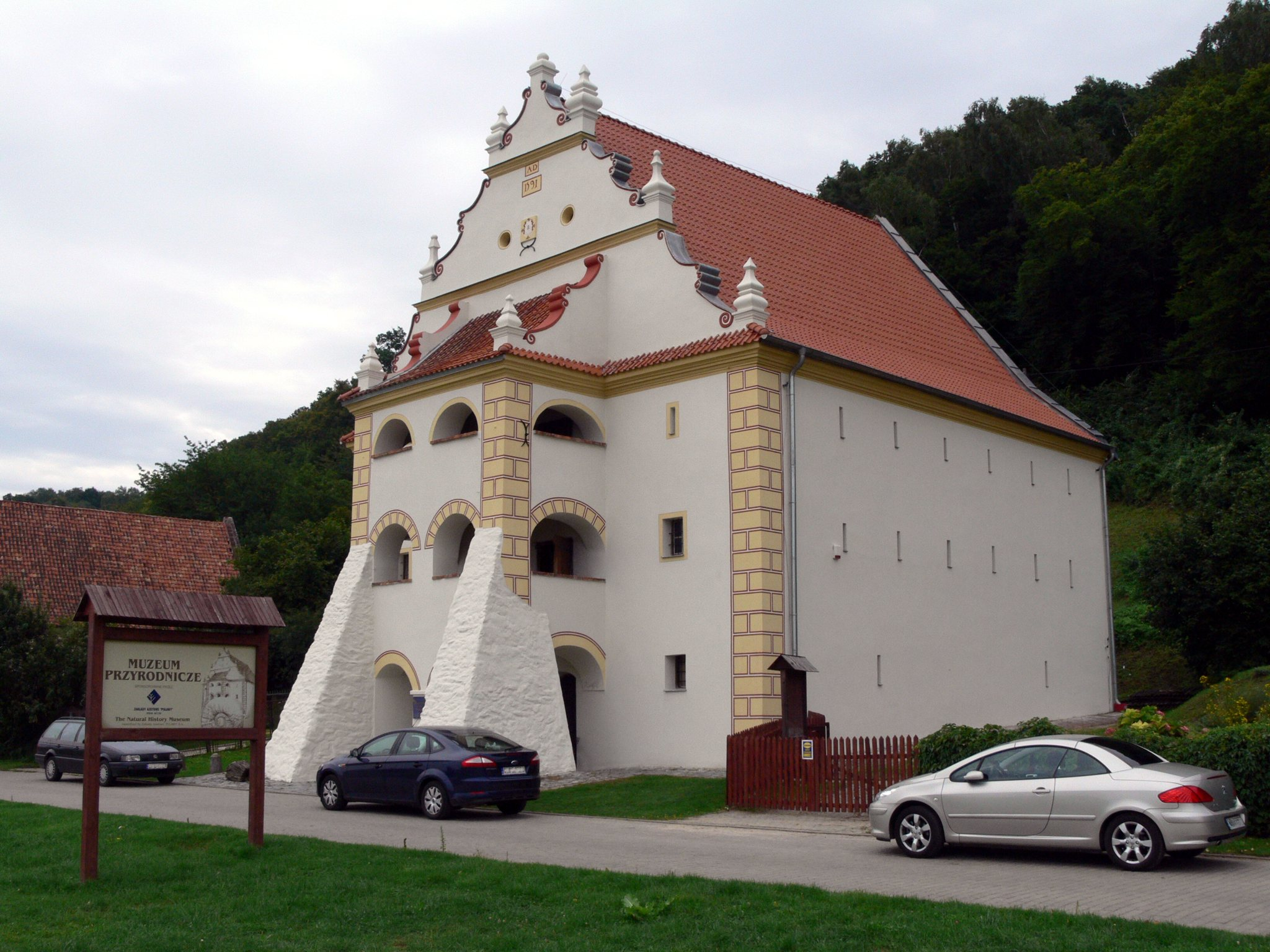
Spichlerz w Kazimierzu Dolnym
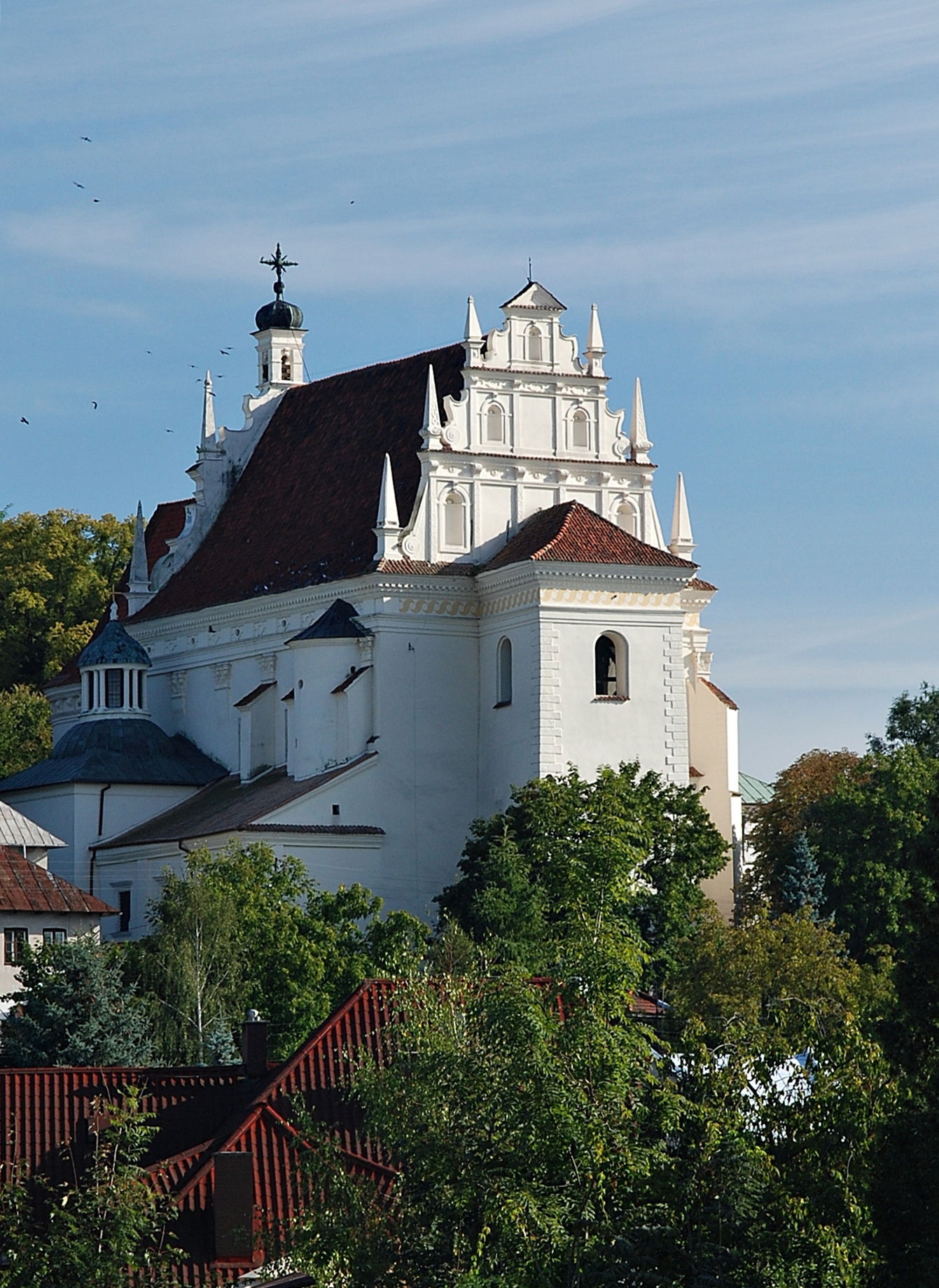
Kościół w Kazimierzu Dolnym
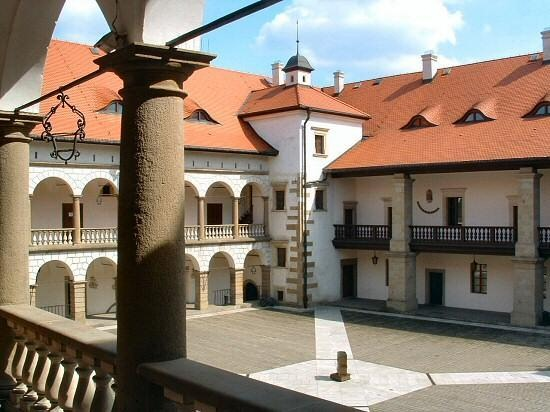
Zamek w Niepołomicach
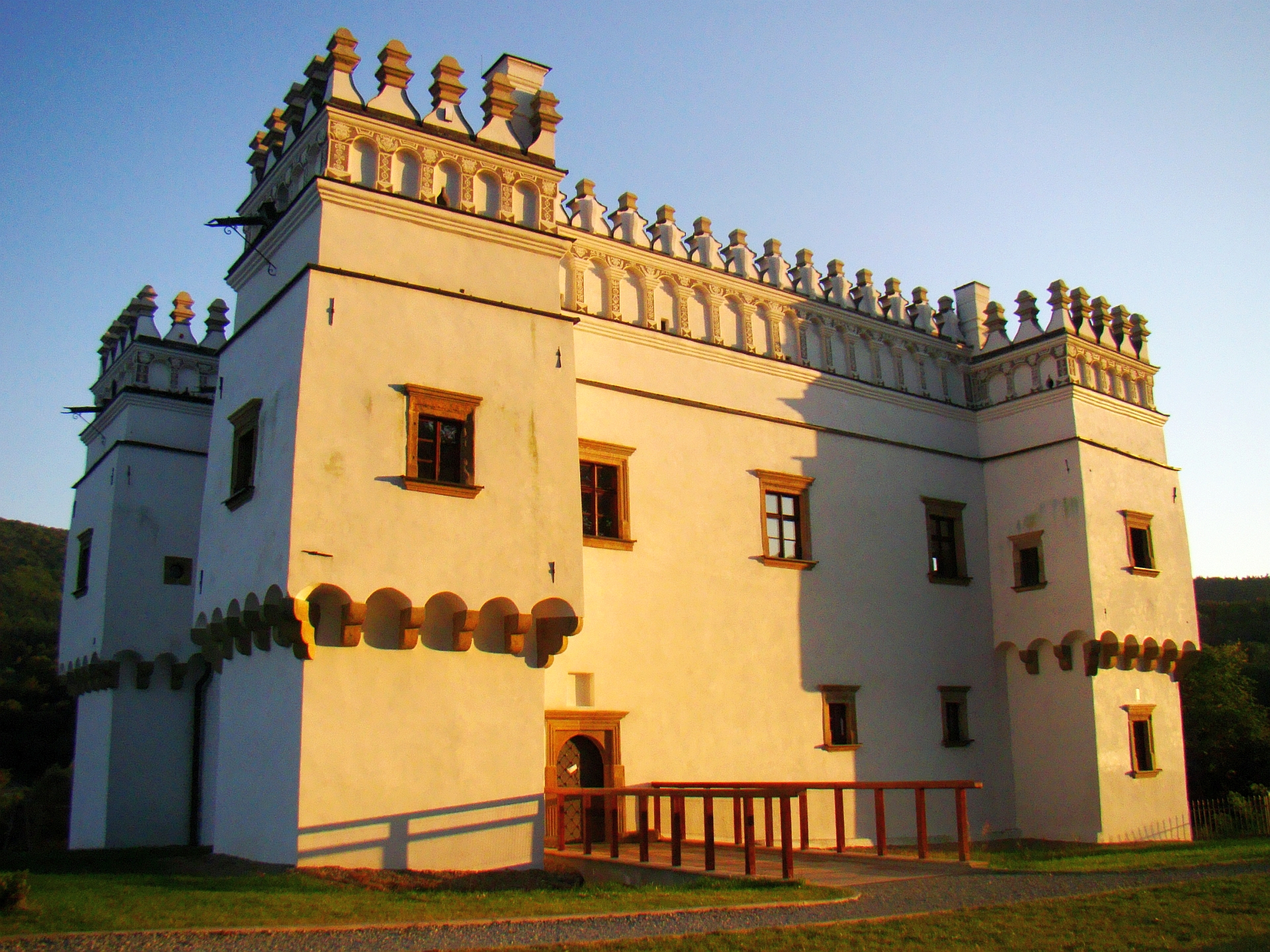
Dwór w Szymbarku
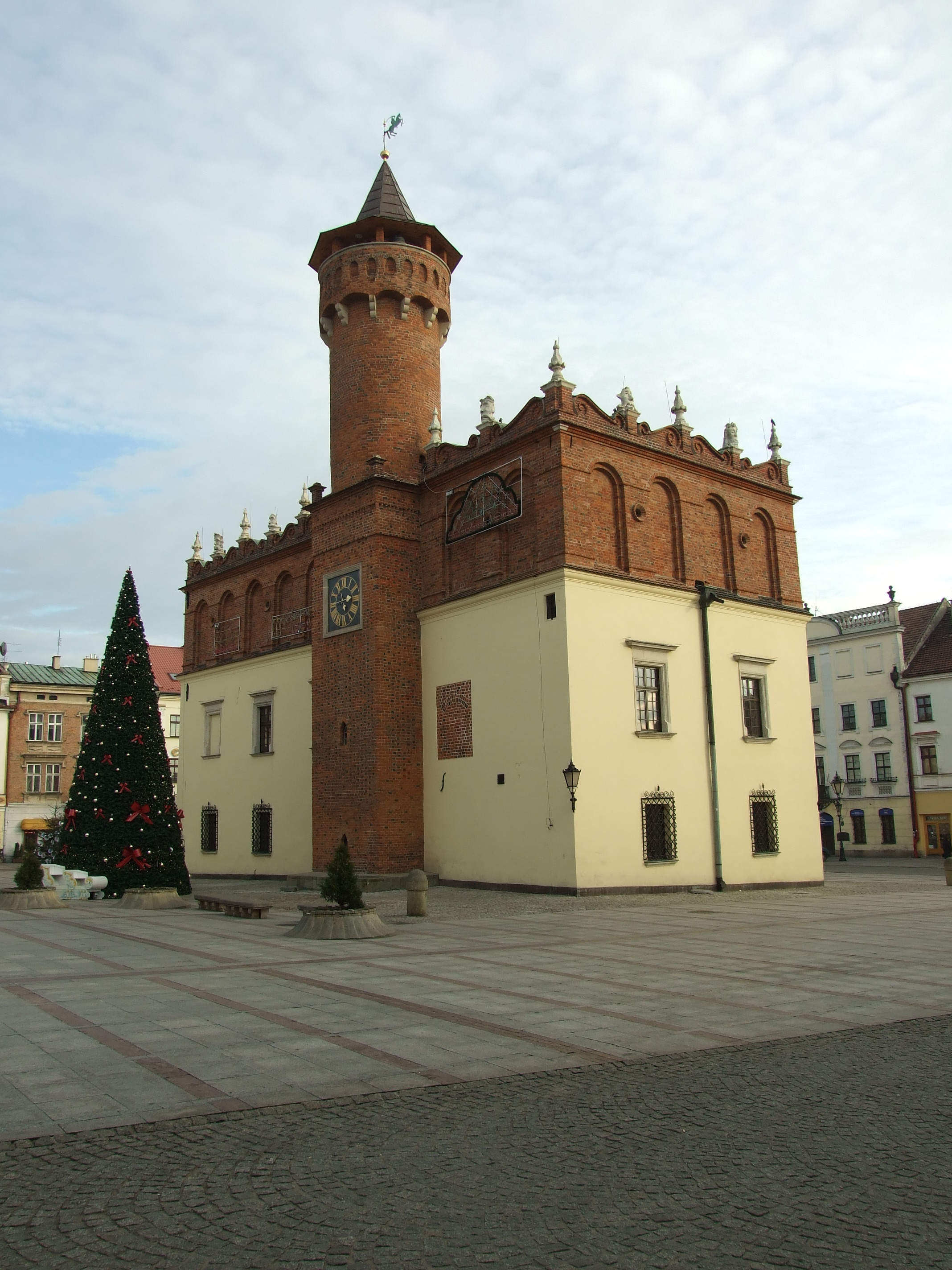
Ratusz w Tarnowie
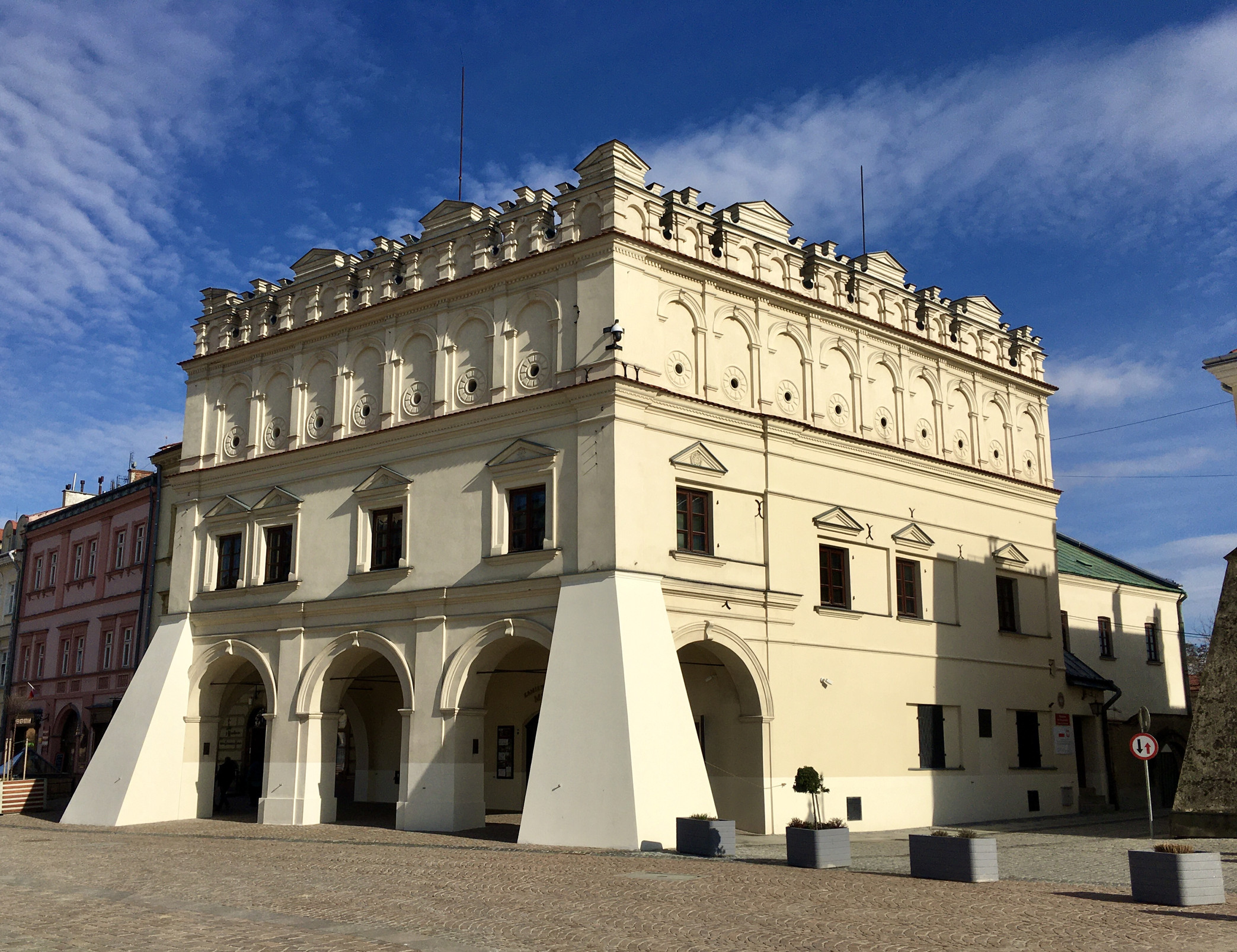
Kamienica Orsettich w Jarosławiu
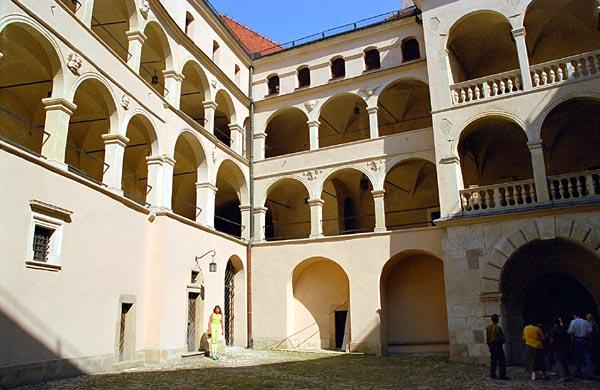
Dziedziniec zamku w Pieskowej Skale
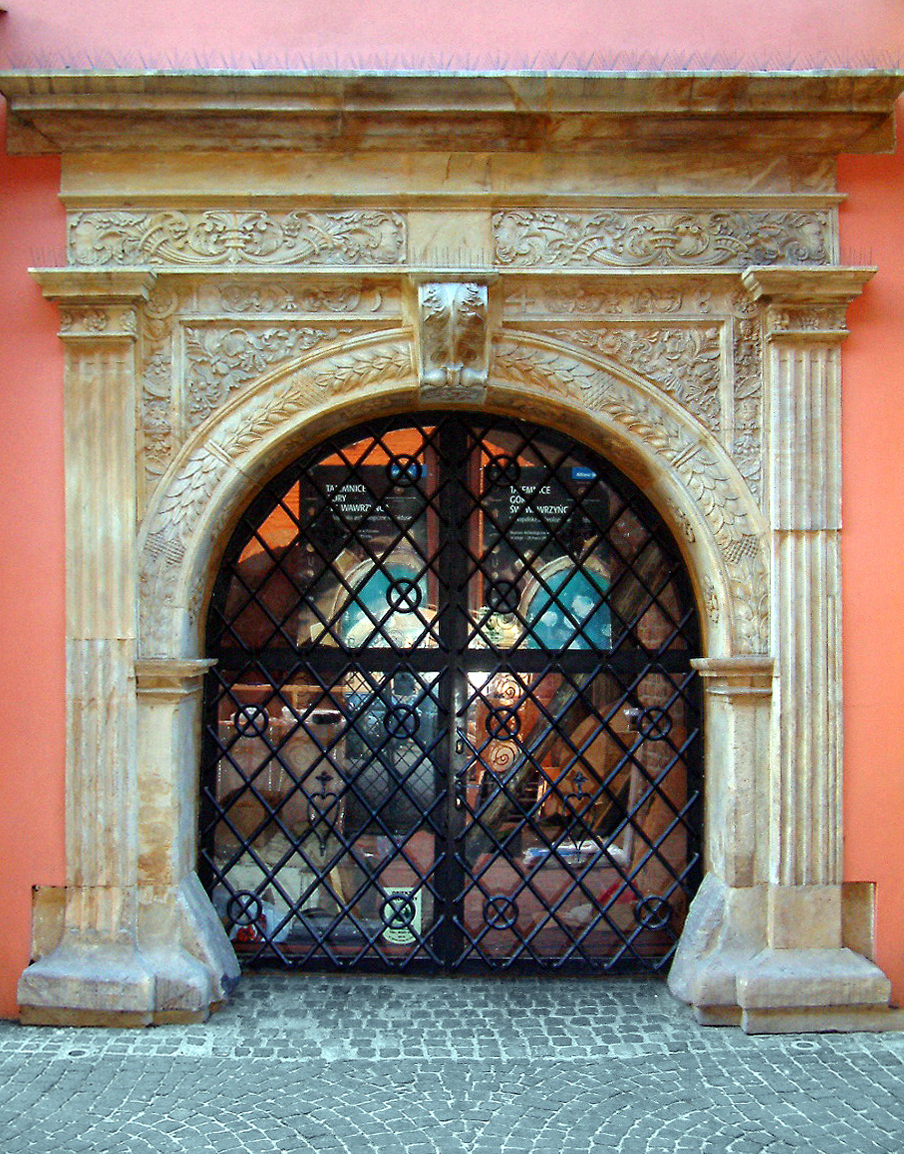
Pałac Górków w Poznaniu
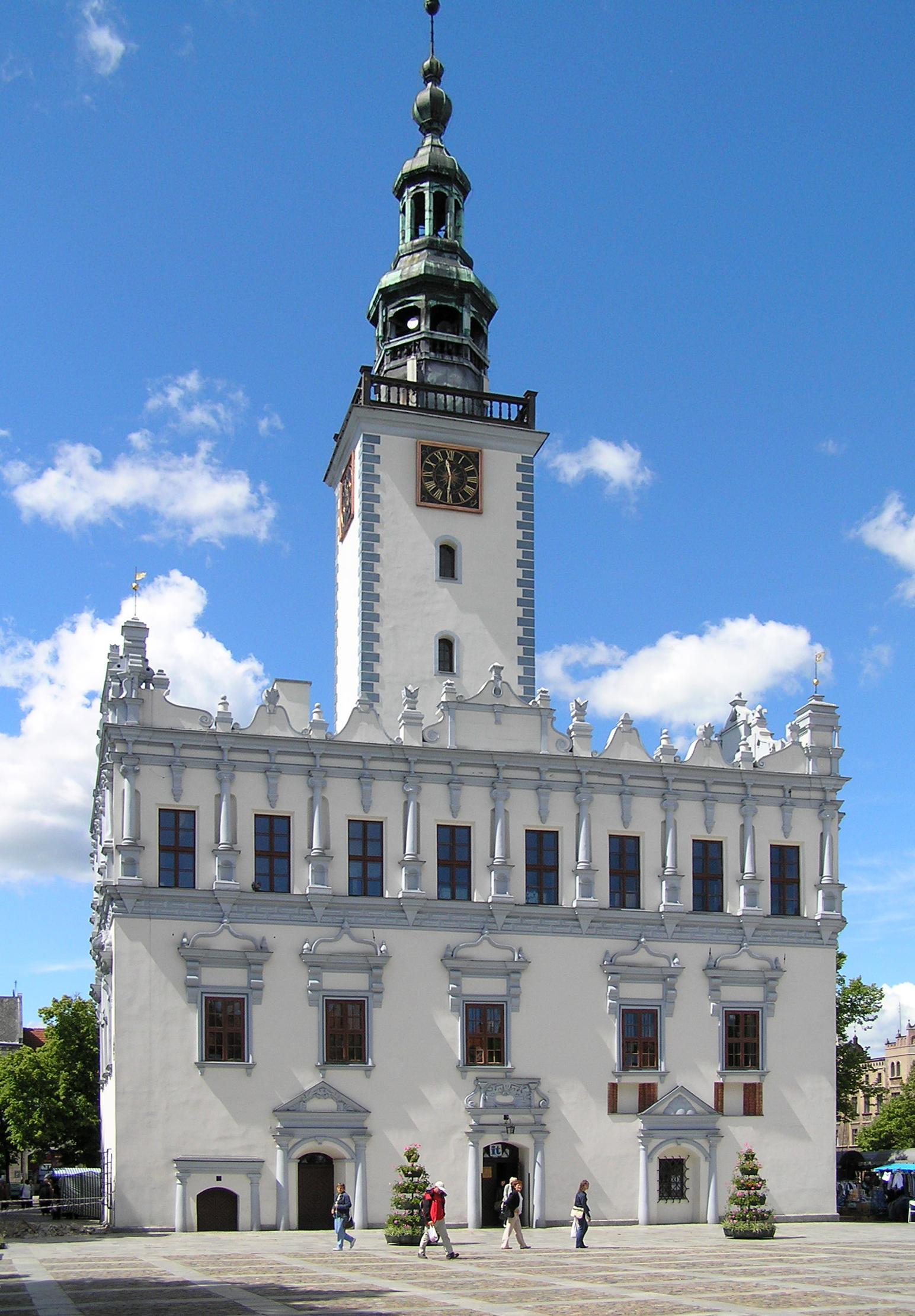
Ratusz w Chełmnie
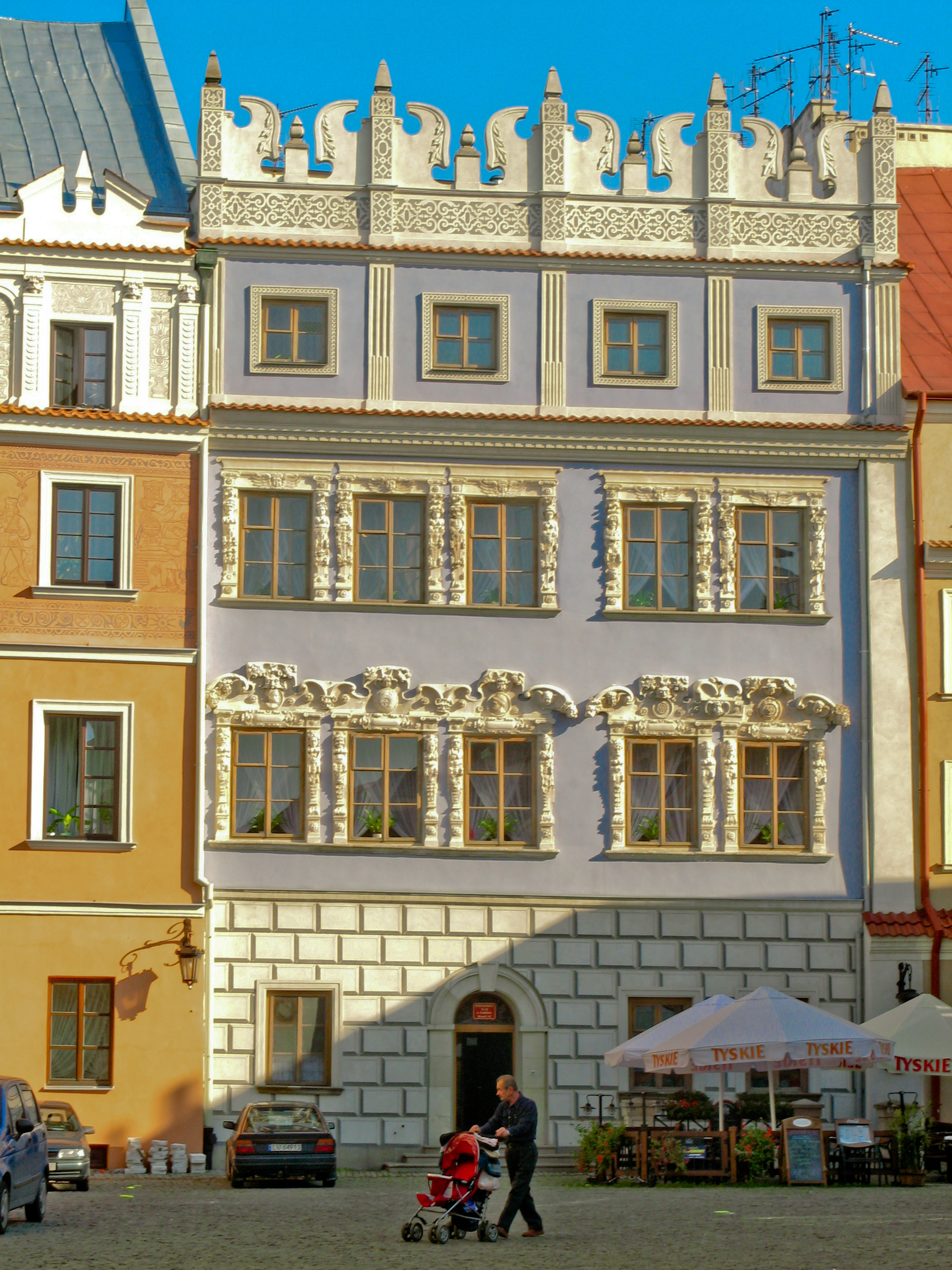
Kamienica Konopniców na rynku w Lublinie
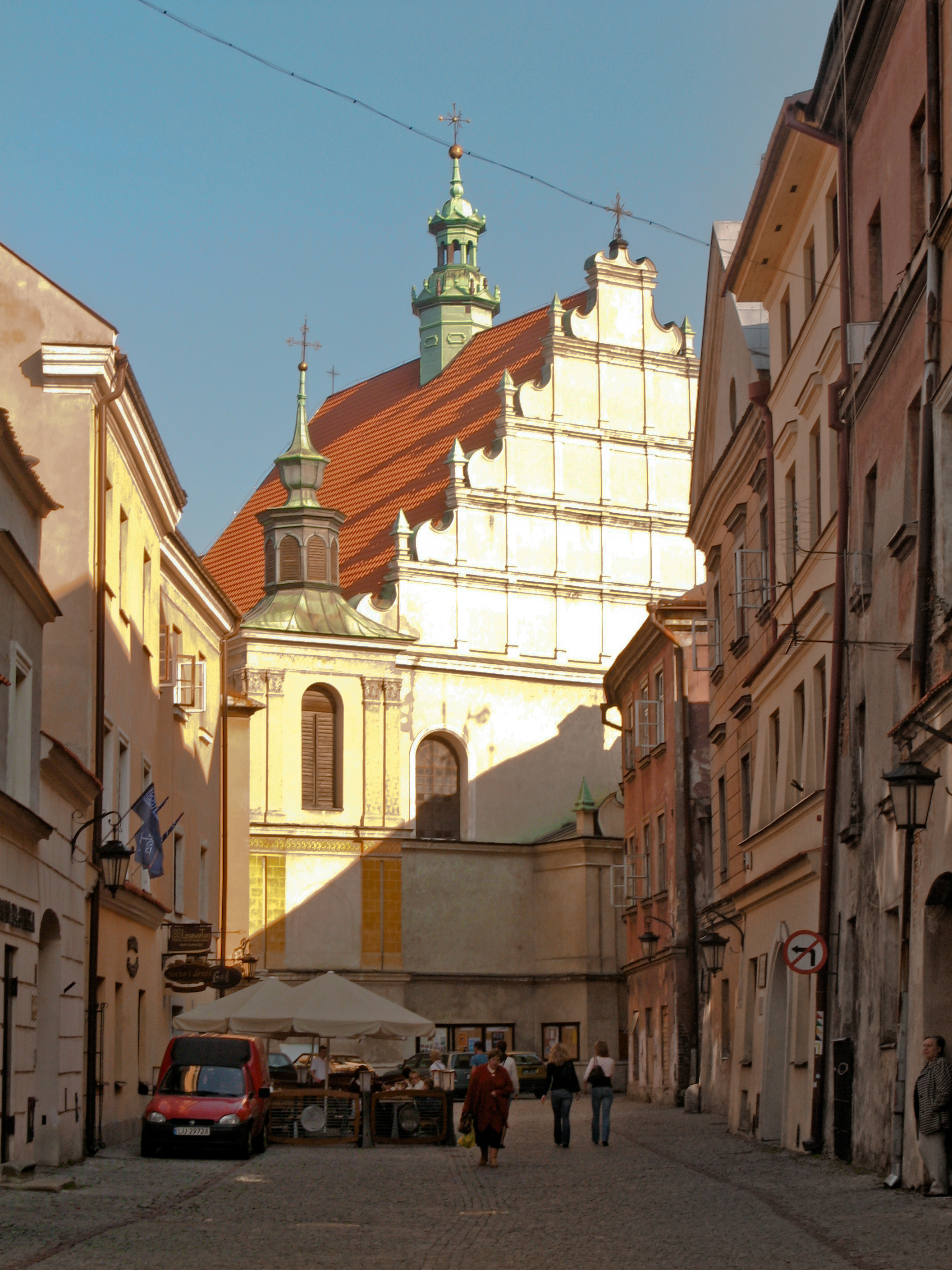
Kościół Dominikanów w Lublinie
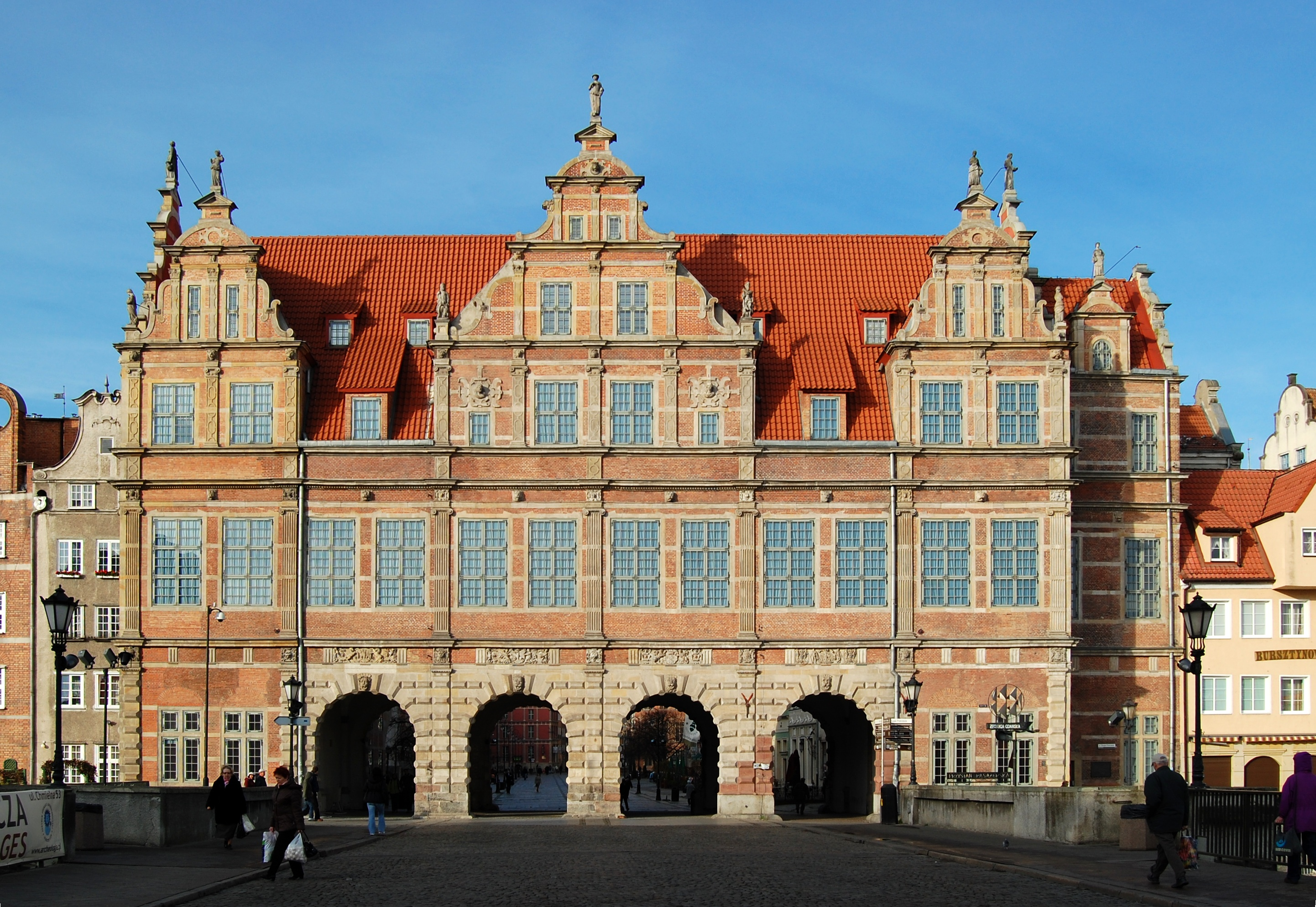
Brama Zielona – widok od strony Zielonego Mostu
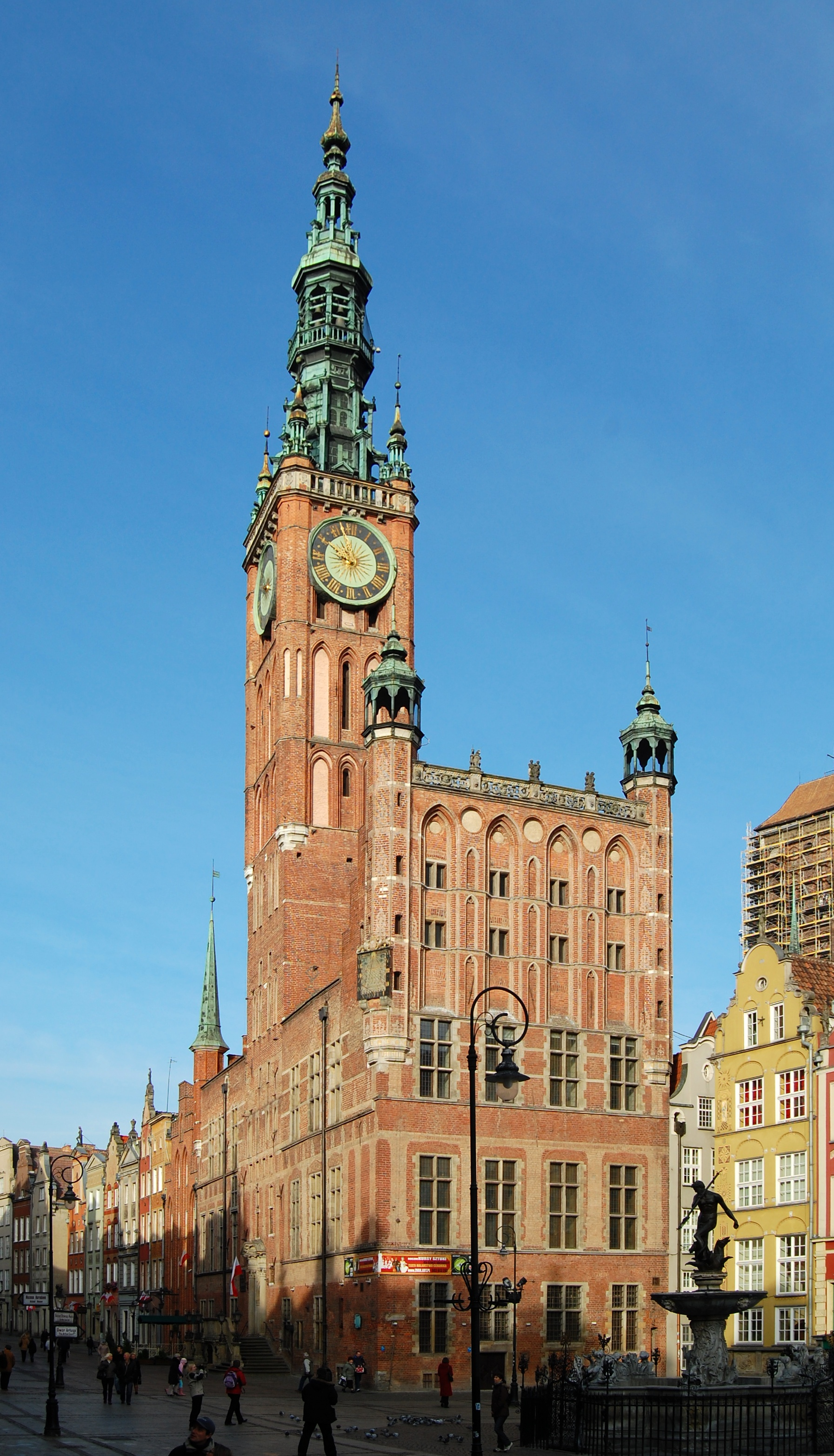
Ratusz Głównego Miasta w Gdańsku
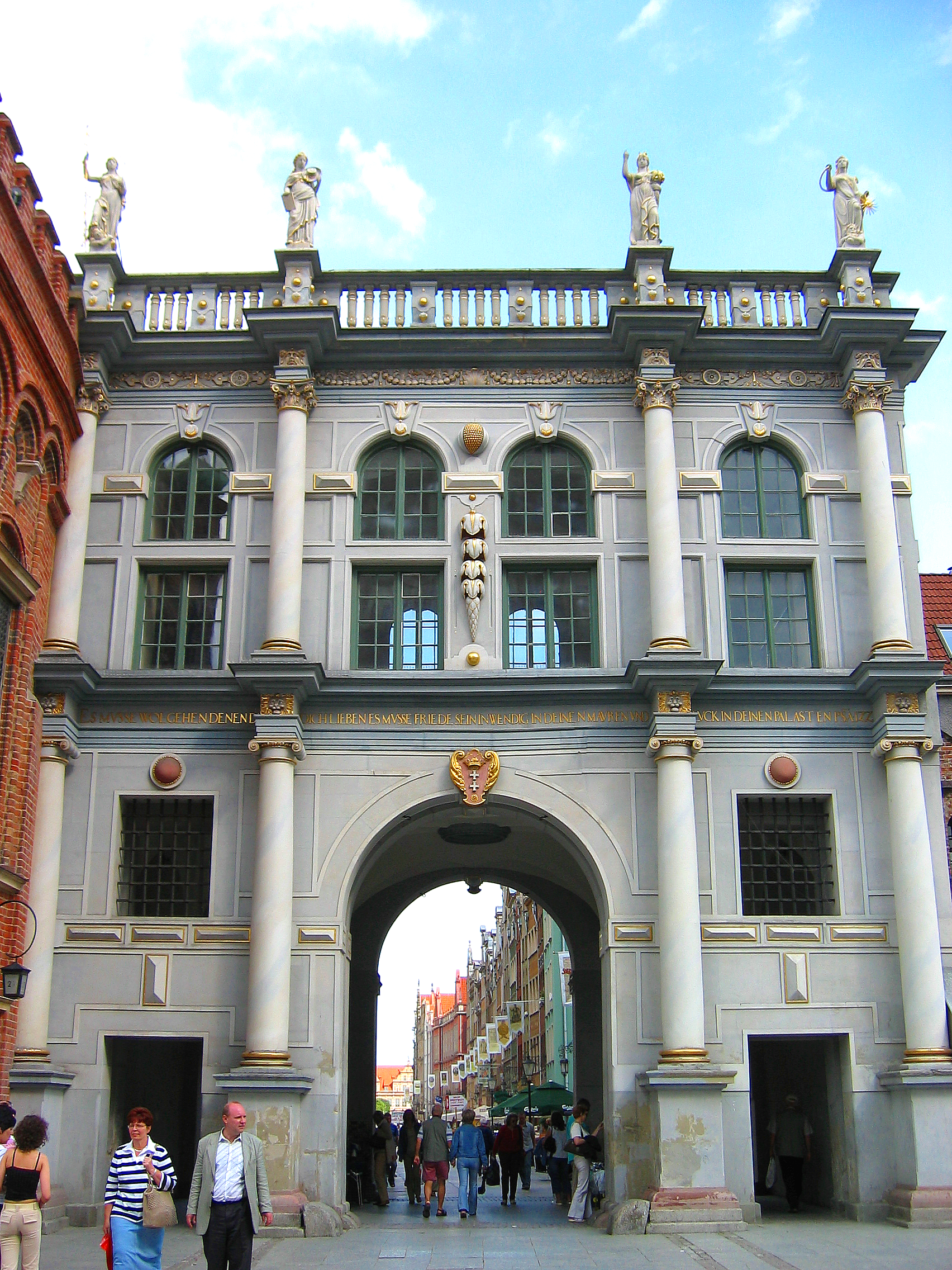
Złota Brama w Gdańsku
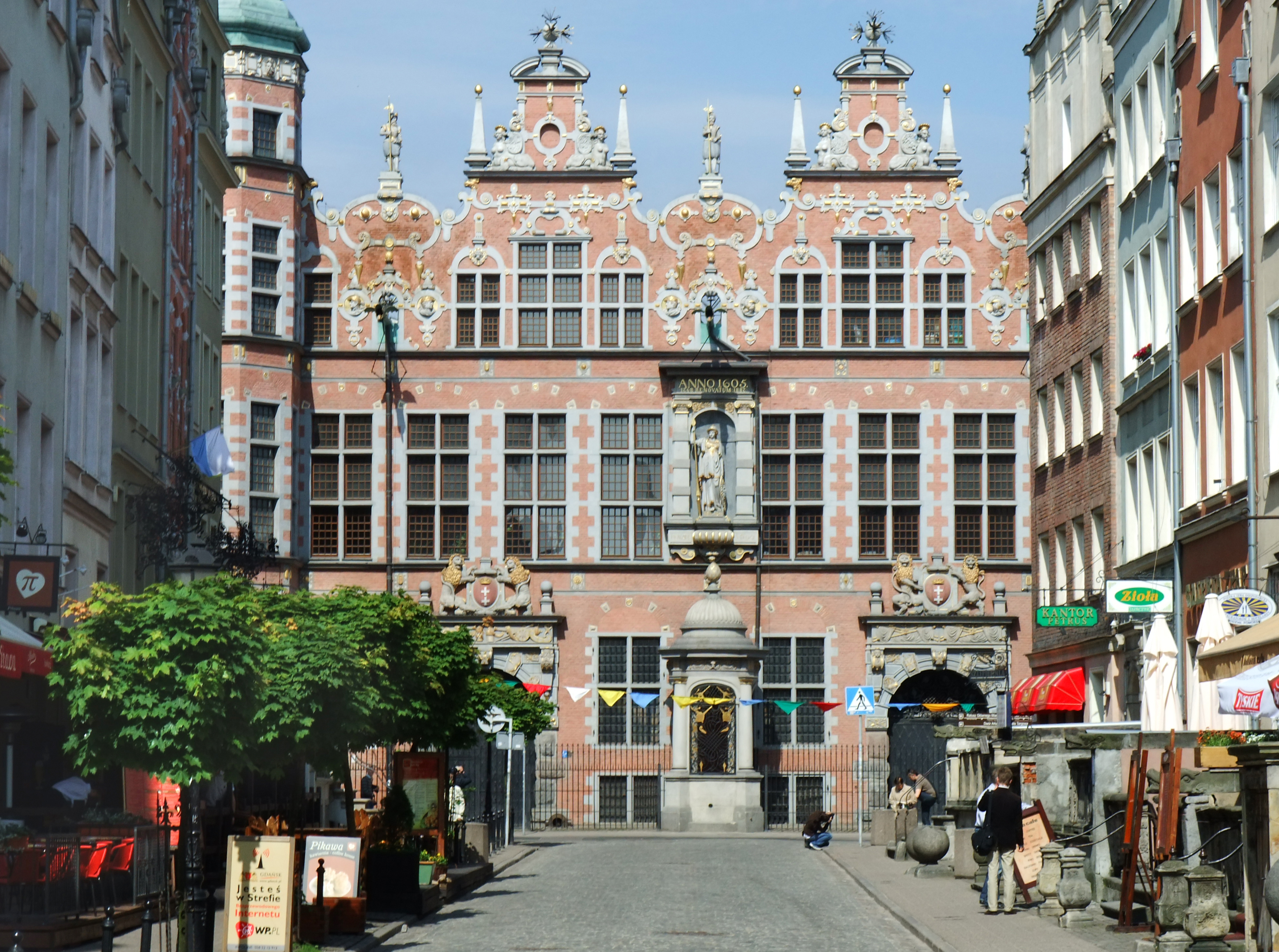
Wielka Zbrojownia w Gdańsku
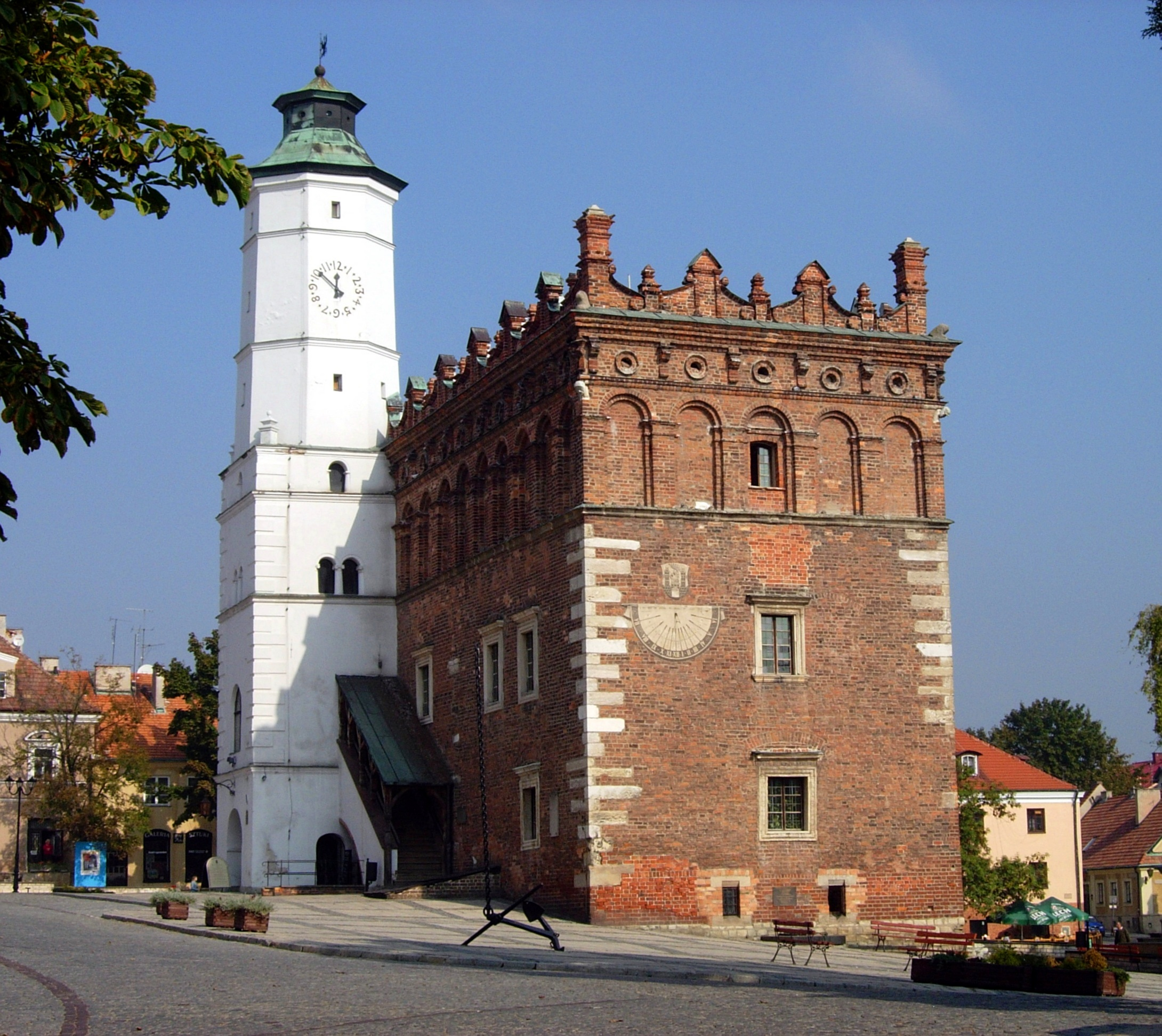
Ratusz w Sandomierzu
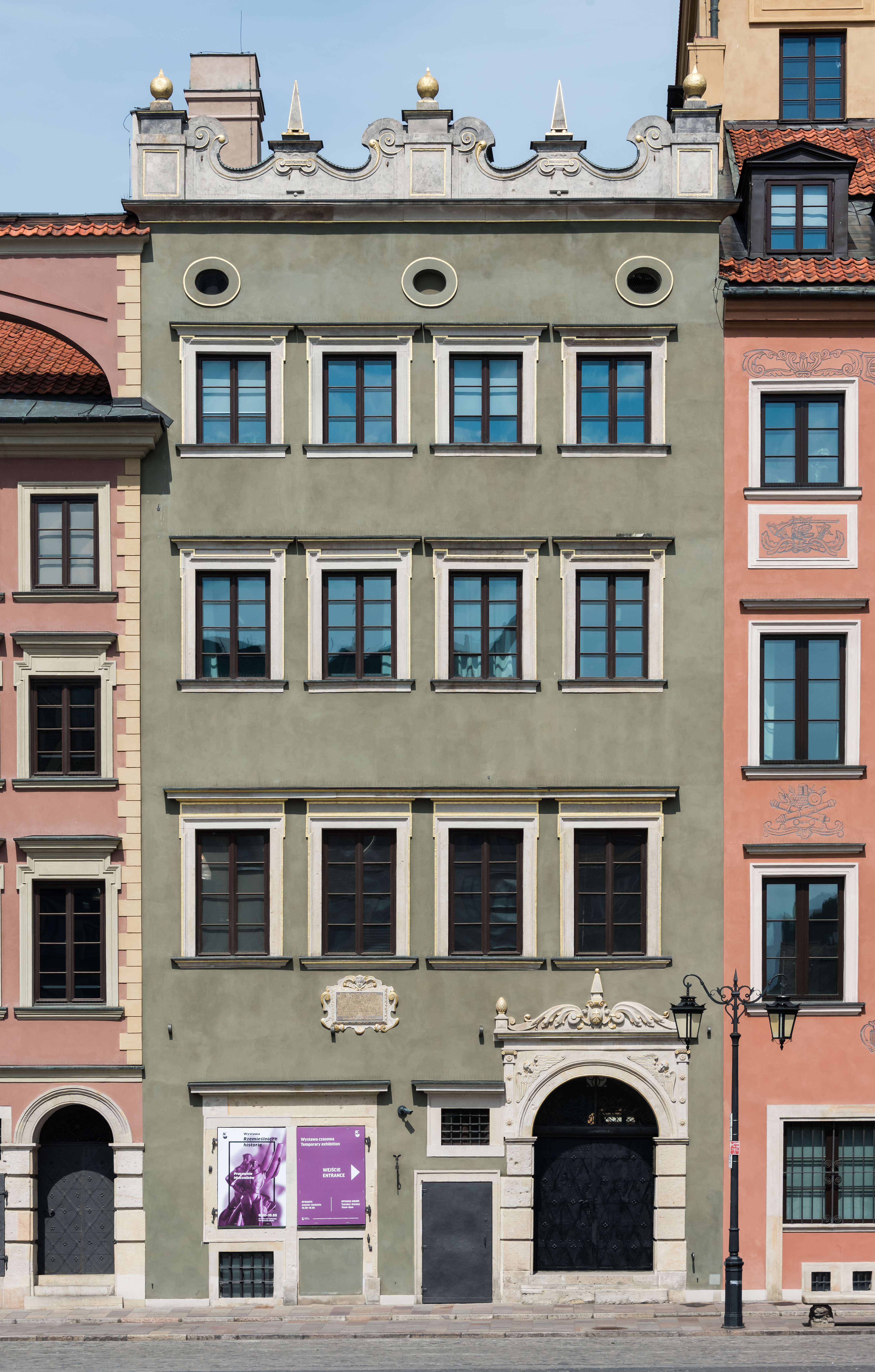
Kamienica Baryczkowska w Warszawie
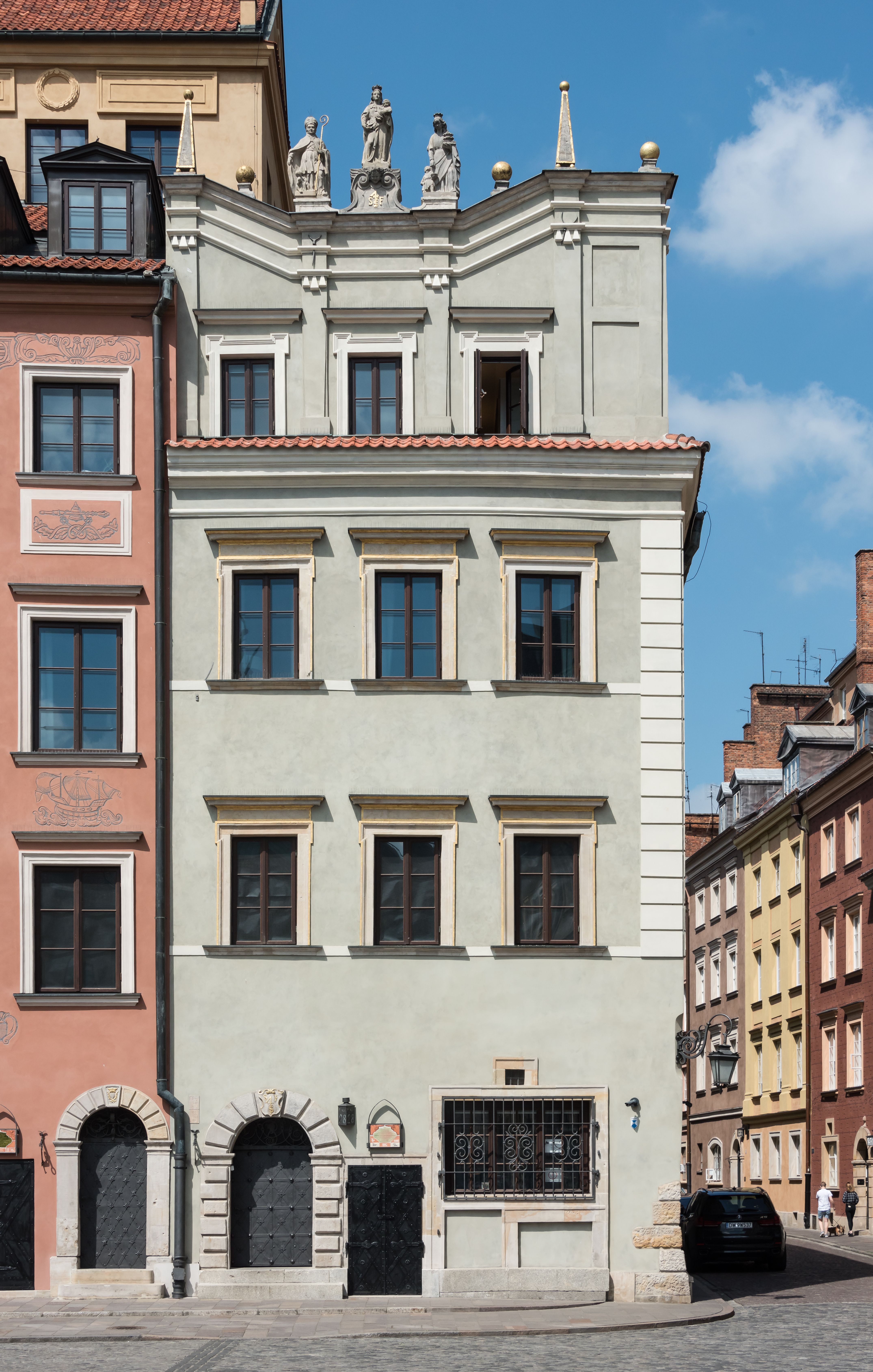
Kamienica Falkiewiczowska w Warszawie
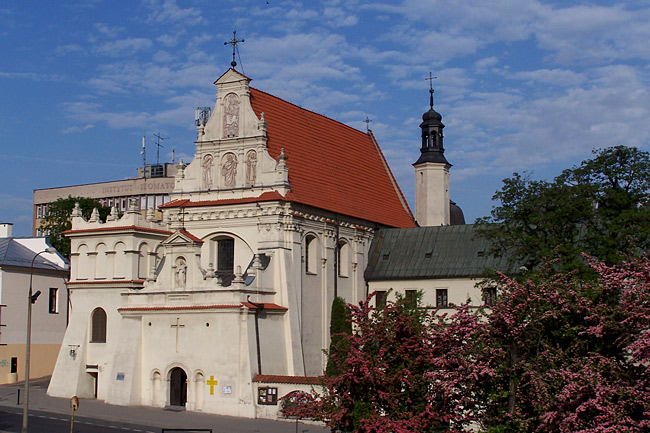
Kościół Karmelitów w Lublinie
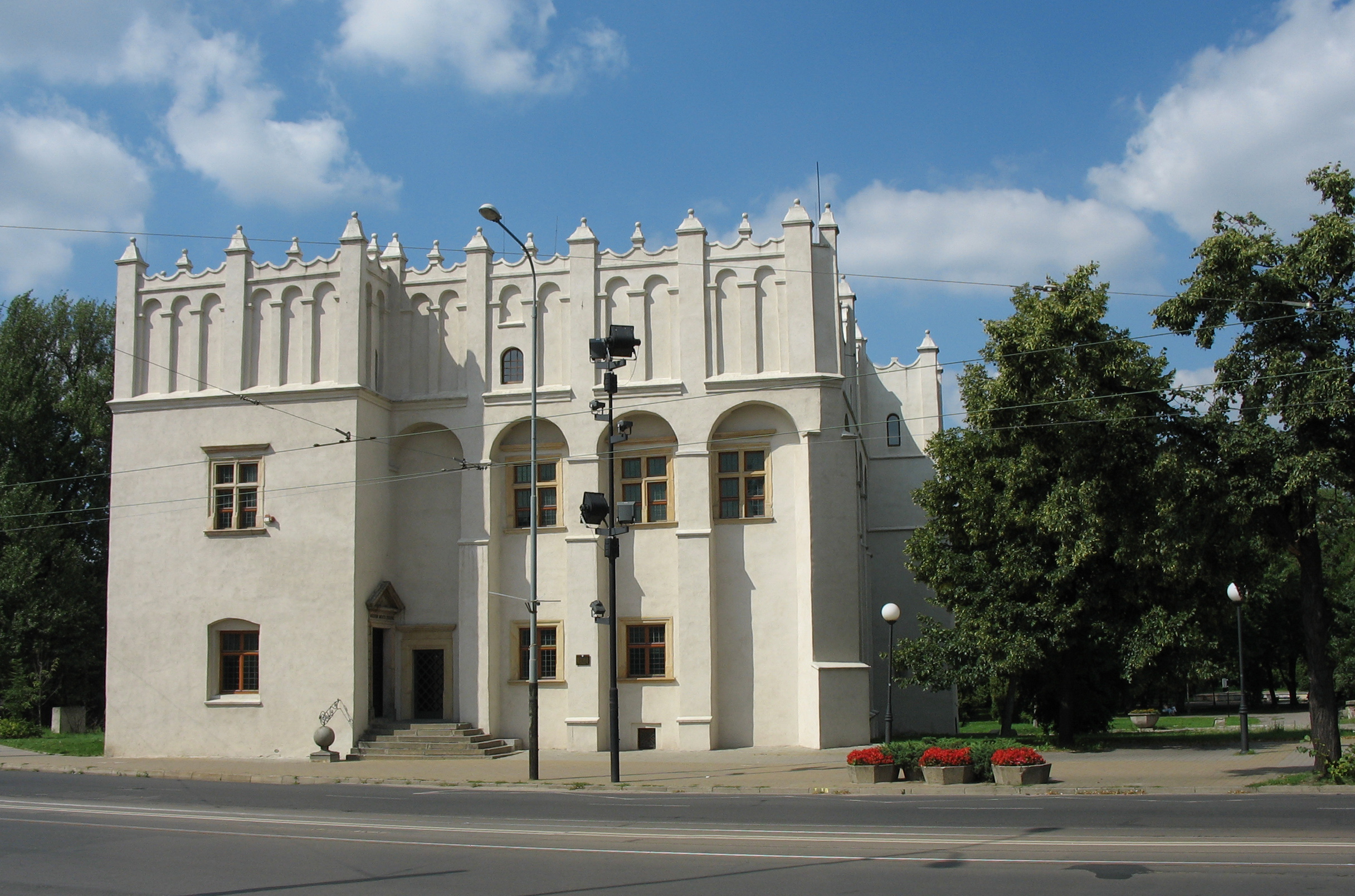
Dwór w Pabianicach
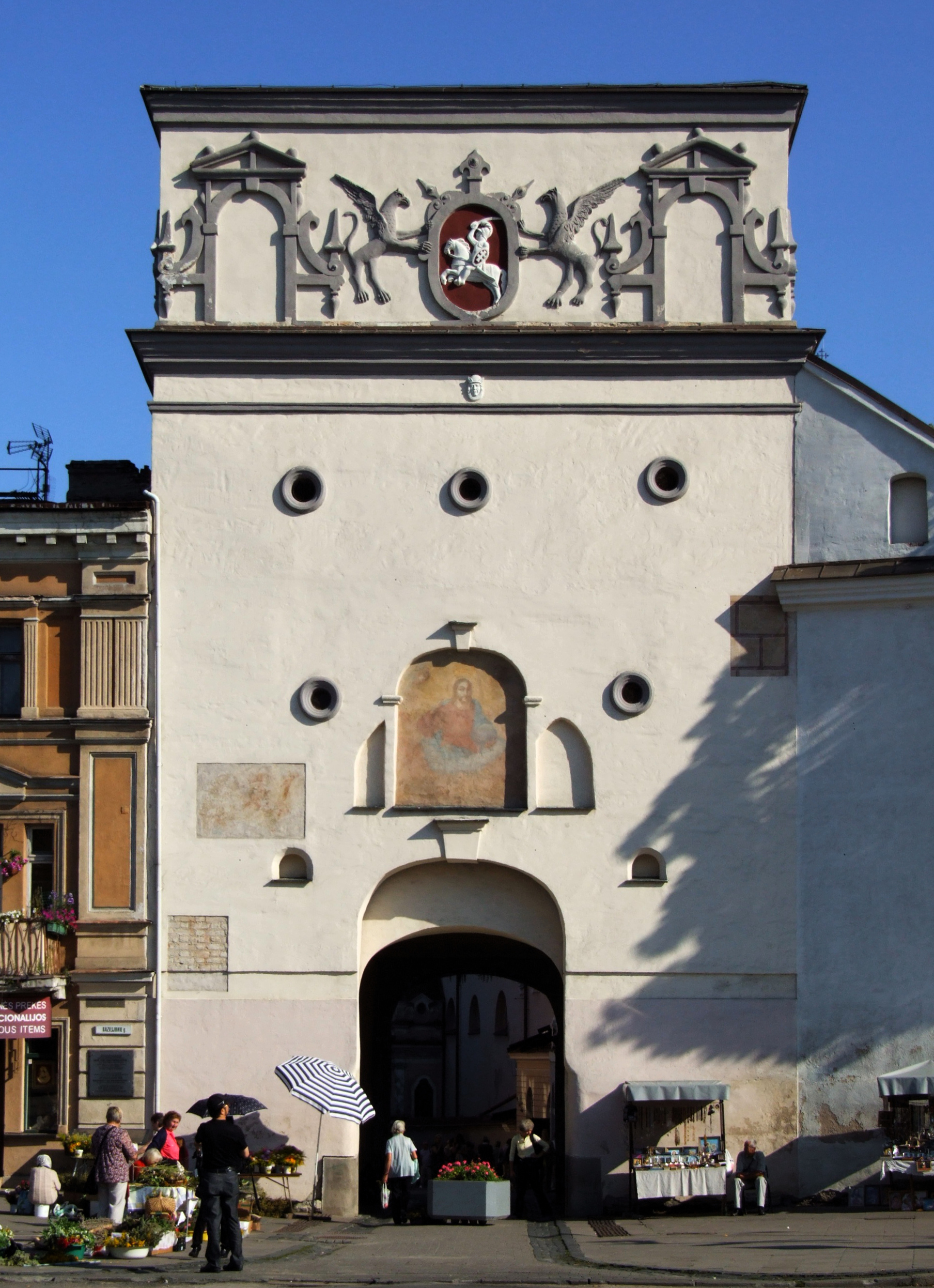
Ostra Brama w Wilnie
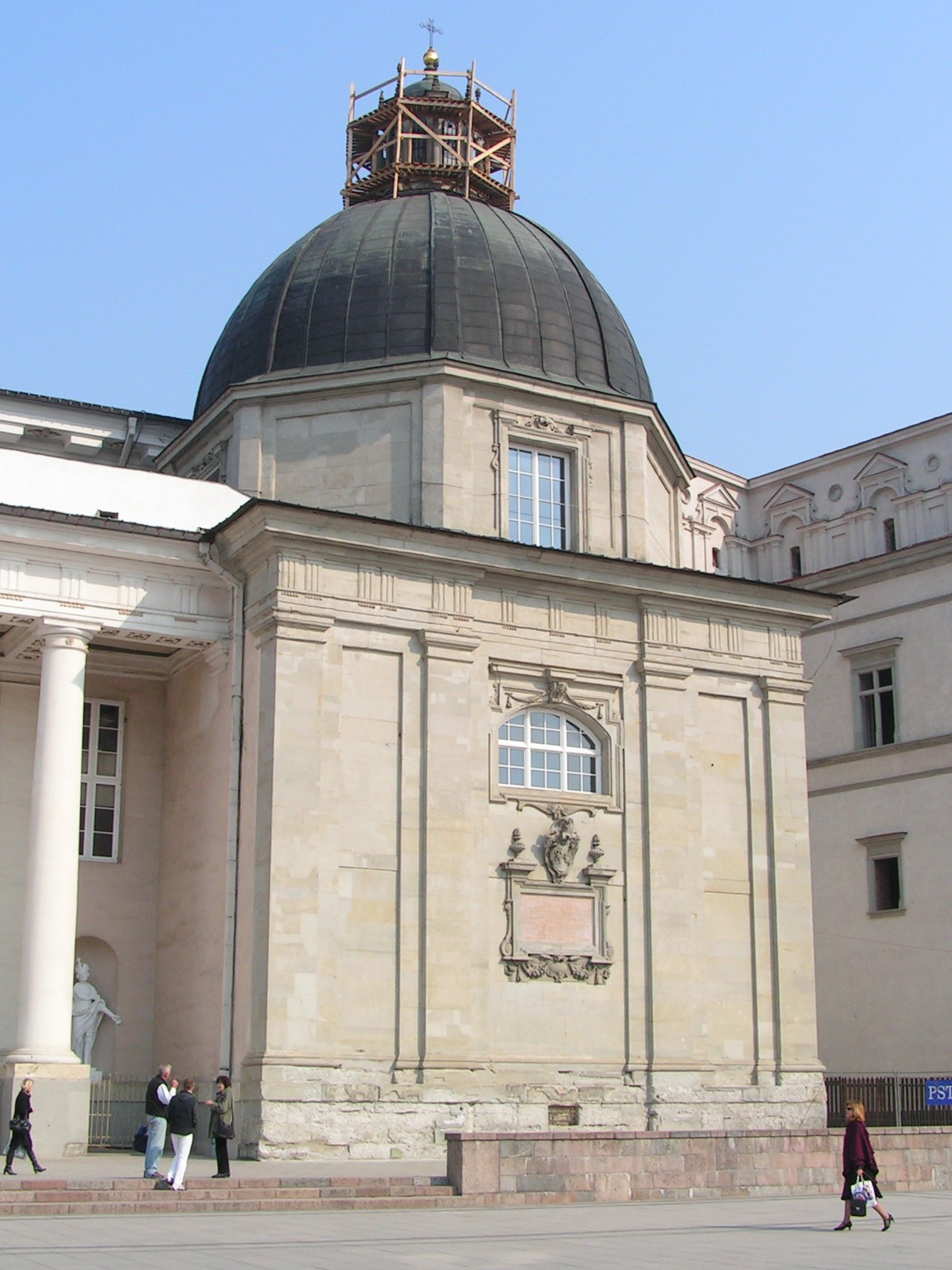
Kaplica św. Kazimierza w katedrze wileńskiej
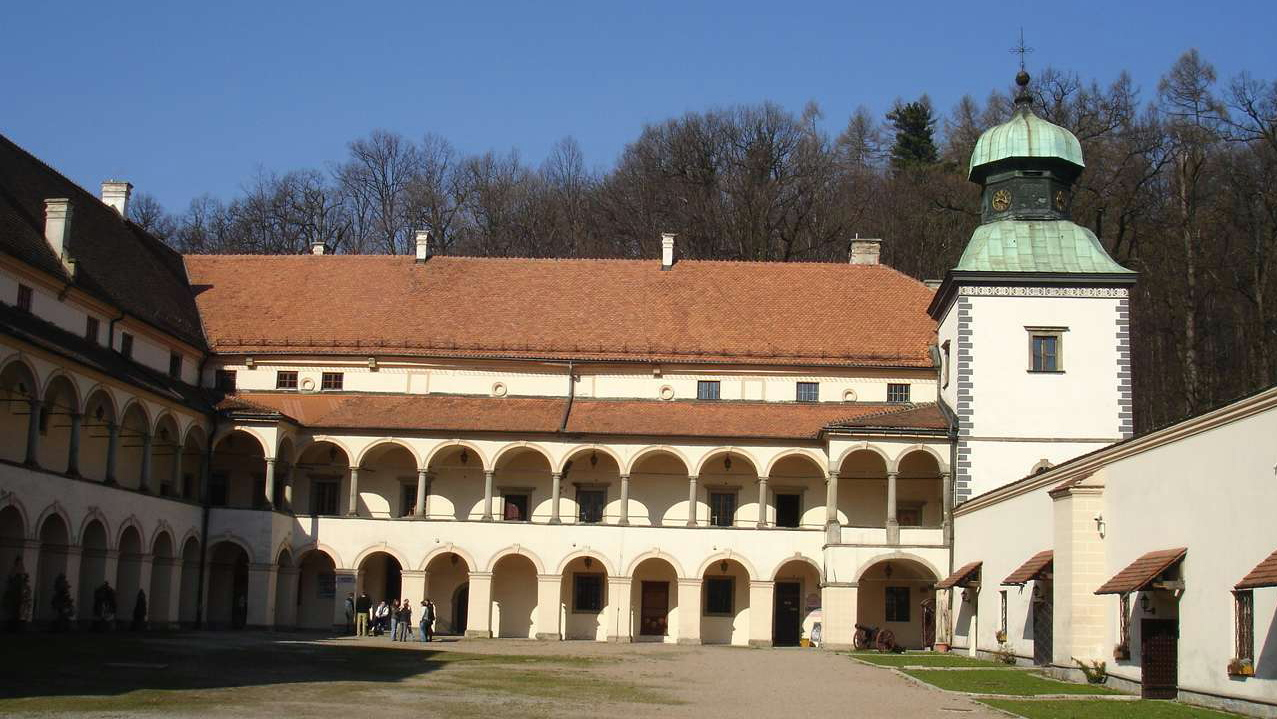
Zamek w Suchej Beskidzkiej
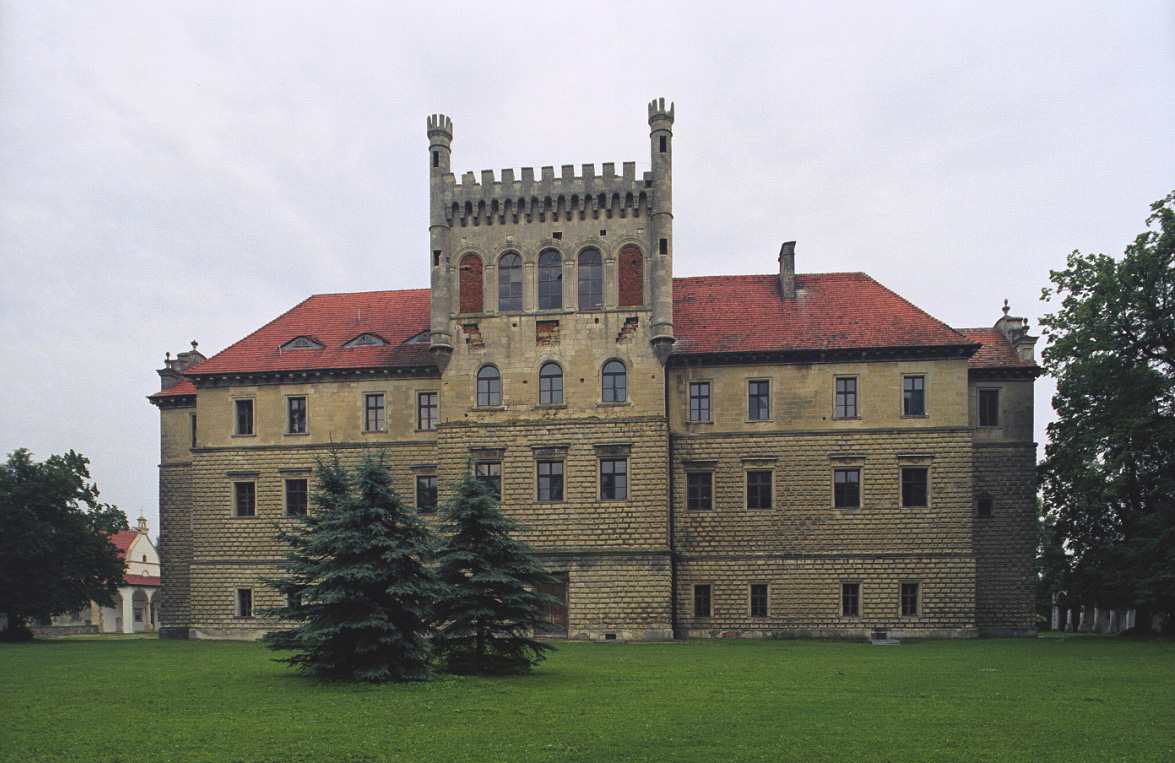
Pałac „Na Mirowie” w Książu Wielkim
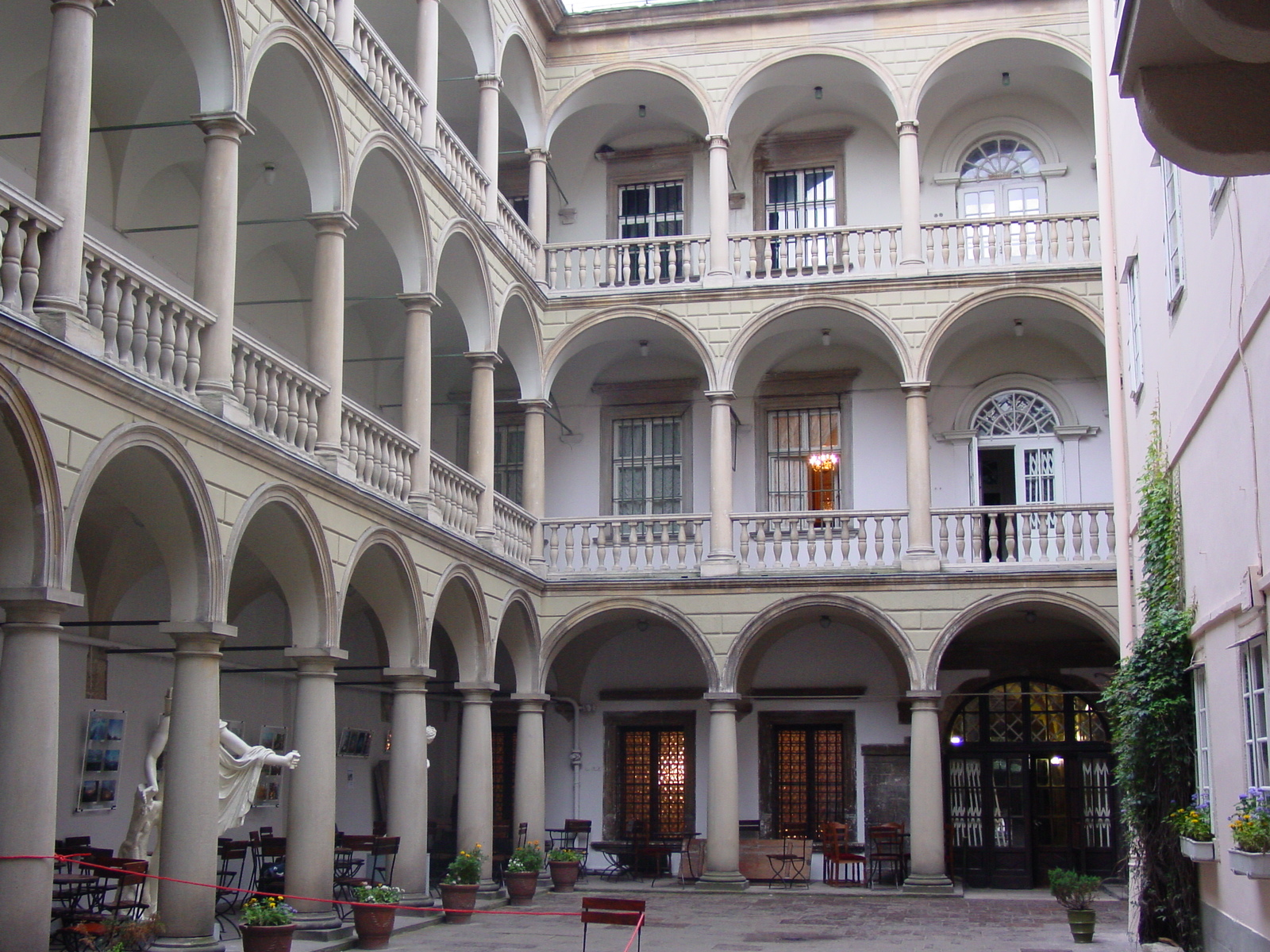
Kamienica Królewska we Lwowie
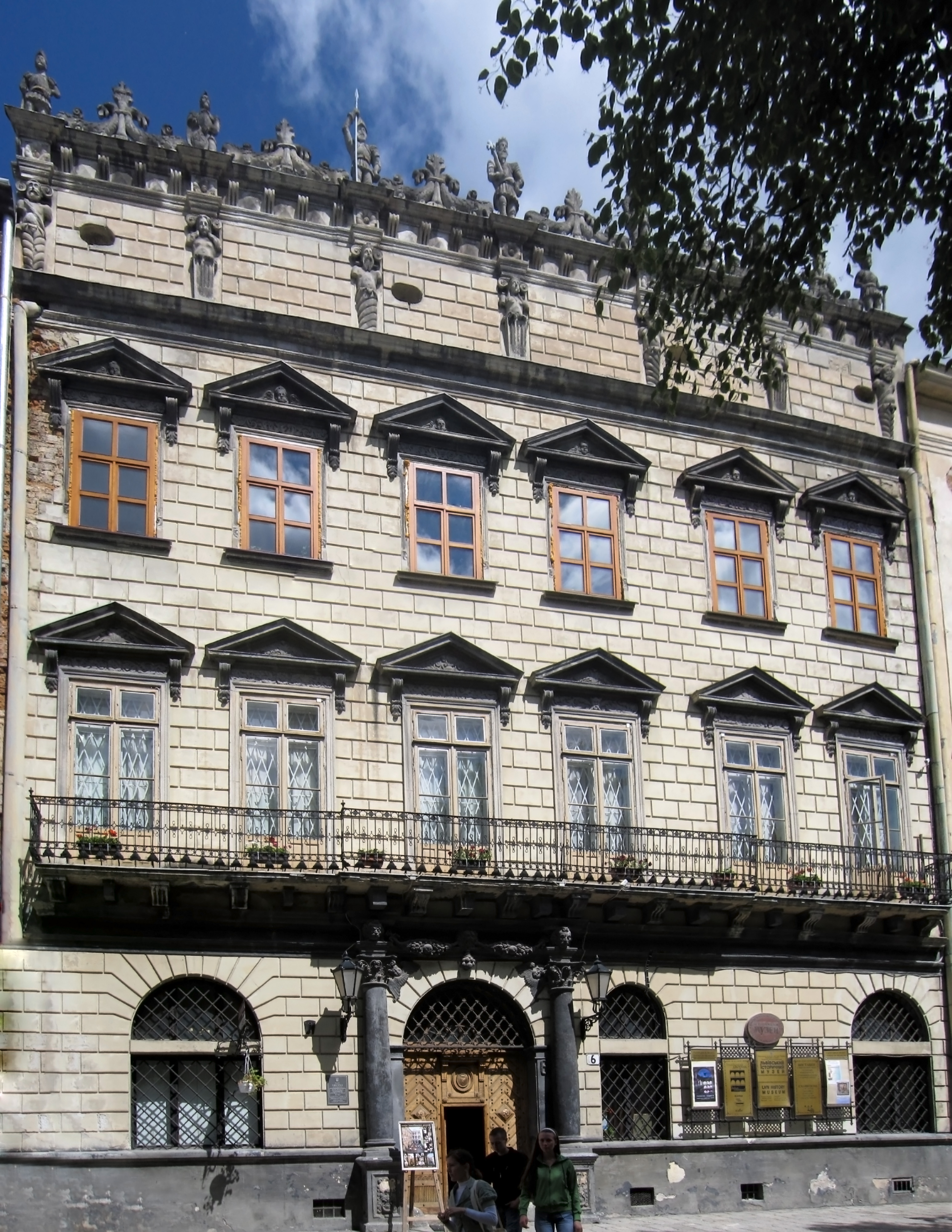
Kamienica Królewska we Lwowie
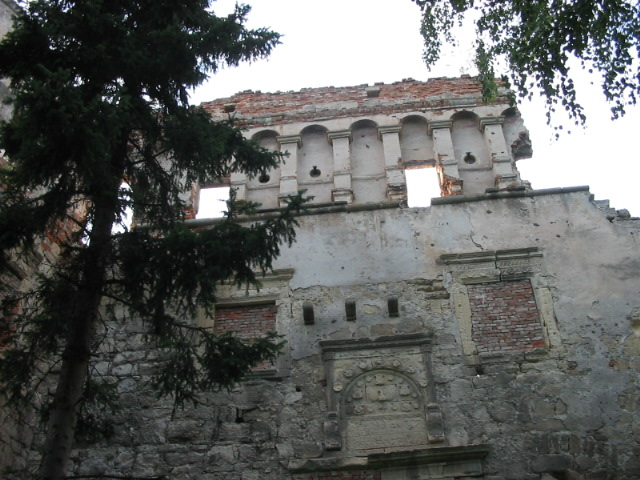
Zamek w Brzeżanach
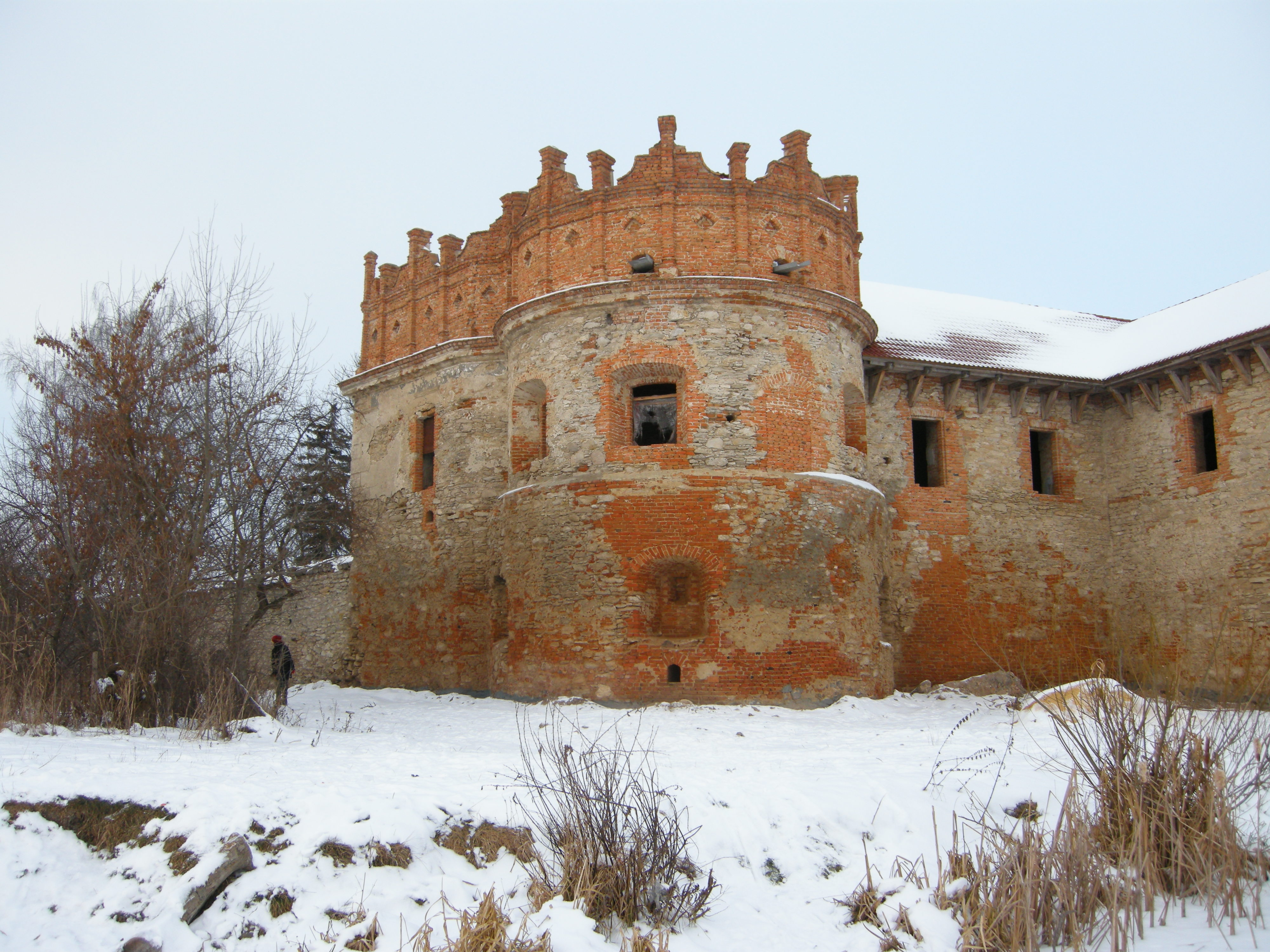
Zamek w Starokonstantynowie
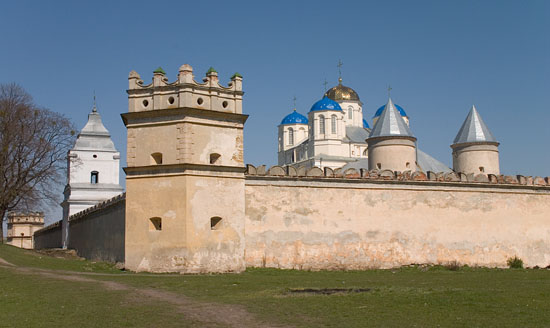
Międzyrzecz Ostrogski
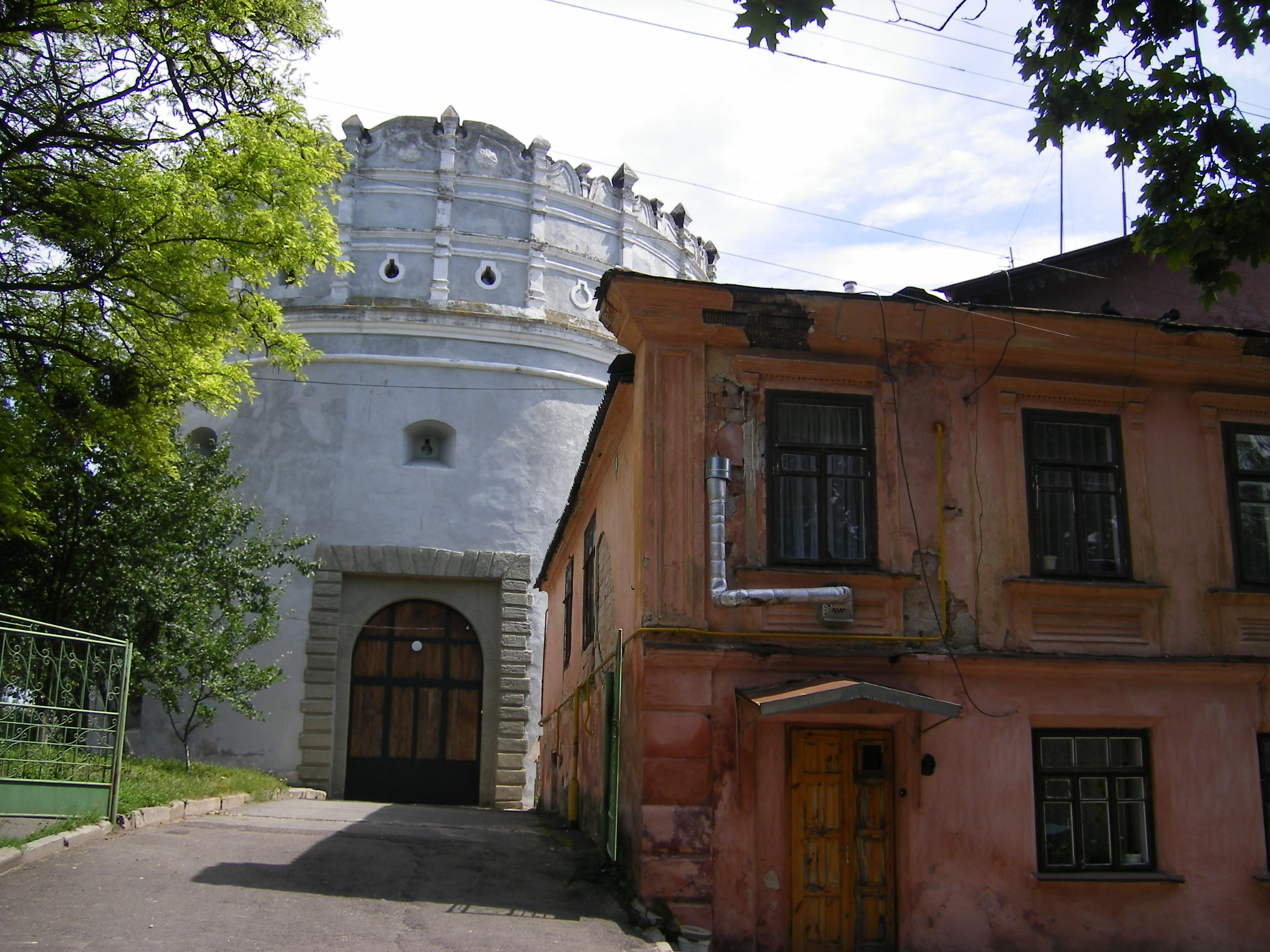
Wieża Łucka, Ostróg
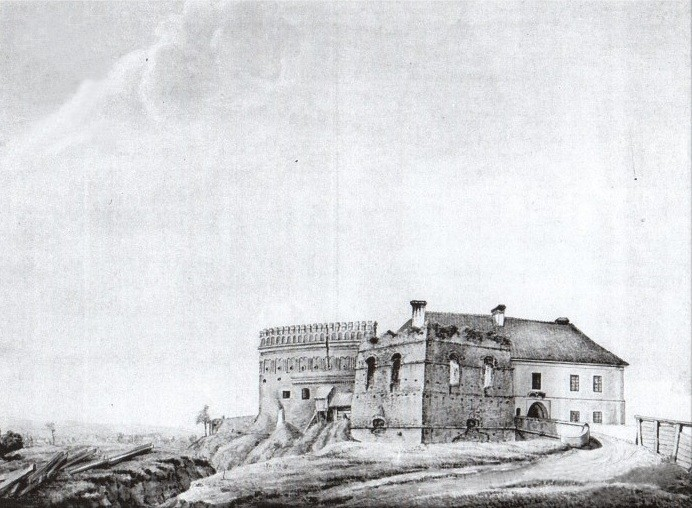
Zamek w Klewaniu